# Llista d'asteroides (269001-270000)
Llista d'asteroides del 269.001 al 270.000, amb data de descoberta i descobridor. És un fragment de la llista d'asteroides completa. Als asteroides se'ls dona un número quan es confirma la seva òrbita, per tant apareixen llistats aproximadament segons la data de descobriment.

## 269001-269100
| Nom    | Designació provisional | Data de descobriment | Lloc de descobriment | Descobridor/s        |
| ------ | ---------------------- | -------------------- | -------------------- | -------------------- |
| 269001 | 2007 EQ115             | 13 de març de 2007   | Mount Lemmon         | Mt. Lemmon Survey    |
| 269002 | 2007 EP116             | 13 de març de 2007   | Mount Lemmon         | Mt. Lemmon Survey    |
| 269003 | 2007 EX118             | 13 de març de 2007   | Mount Lemmon         | Mt. Lemmon Survey    |
| 269004 | 2007 EO119             | 13 de març de 2007   | Mount Lemmon         | Mt. Lemmon Survey    |
| 269005 | 2007 EP125             | 13 de març de 2007   | Nyukasa              | Nyukasa              |
| 269006 | 2007 EV128             | 9 de març de 2007    | Mount Lemmon         | Mt. Lemmon Survey    |
| 269007 | 2007 EX130             | 9 de març de 2007    | Mount Lemmon         | Mt. Lemmon Survey    |
| 269008 | 2007 EM136             | 10 de març de 2007   | Kitt Peak            | Spacewatch           |
| 269009 | 2007 EN137             | 11 de març de 2007   | Kitt Peak            | Spacewatch           |
| 269010 | 2007 EU137             | 11 de març de 2007   | Kitt Peak            | Spacewatch           |
| 269011 | 2007 EU138             | 12 de març de 2007   | Kitt Peak            | Spacewatch           |
| 269012 | 2007 ET169             | 13 de març de 2007   | Kitt Peak            | Spacewatch           |
| 269013 | 2007 EW180             | 14 de març de 2007   | Kitt Peak            | Spacewatch           |
| 269014 | 2007 EX182             | 15 de març de 2007   | Catalina             | CSS                  |
| 269015 | 2007 EG199             | 10 de març de 2007   | Catalina             | CSS                  |
| 269016 | 2007 EQ200             | 14 de març de 2007   | Mount Lemmon         | Mt. Lemmon Survey    |
| 269017 | 2007 EL205             | 11 de març de 2007   | Kitt Peak            | Spacewatch           |
| 269018 | 2007 EX207             | 14 de març de 2007   | Kitt Peak            | Spacewatch           |
| 269019 | 2007 EU209             | 15 de març de 2007   | Mount Lemmon         | Mt. Lemmon Survey    |
| 269020 | 2007 EM213             | 12 de març de 2007   | Kitt Peak            | Spacewatch           |
| 269021 | 2007 EQ213             | 9 de març de 2007    | Kitt Peak            | Spacewatch           |
| 269022 | 2007 EU213             | 10 de març de 2007   | Mount Lemmon         | Mt. Lemmon Survey    |
| 269023 | 2007 EF219             | 13 de març de 2007   | Mount Lemmon         | Mt. Lemmon Survey    |
| 269024 | 2007 EW219             | 10 de març de 2007   | Mount Lemmon         | Mt. Lemmon Survey    |
| 269025 | 2007 ER222             | 14 de març de 2007   | Catalina             | CSS                  |
| 269026 | 2007 FN2               | 16 de març de 2007   | Catalina             | CSS                  |
| 269027 | 2007 FP4               | 18 de març de 2007   | Kitt Peak            | Spacewatch           |
| 269028 | 2007 FH7               | 16 de març de 2007   | Mount Lemmon         | Mt. Lemmon Survey    |
| 269029 | 2007 FZ9               | 16 de març de 2007   | Socorro              | LINEAR               |
| 269030 | 2007 FN10              | 16 de març de 2007   | Kitt Peak            | Spacewatch           |
| 269031 | 2007 FM11              | 16 de març de 2007   | Kitt Peak            | Spacewatch           |
| 269032 | 2007 FL15              | 17 de març de 2007   | Anderson Mesa        | LONEOS               |
| 269033 | 2007 FK23              | 20 de març de 2007   | Kitt Peak            | Spacewatch           |
| 269034 | 2007 FP26              | 20 de març de 2007   | Kitt Peak            | Spacewatch           |
| 269035 | 2007 FP29              | 20 de març de 2007   | Mount Lemmon         | Mt. Lemmon Survey    |
| 269036 | 2007 FN30              | 20 de març de 2007   | Mount Lemmon         | Mt. Lemmon Survey    |
| 269037 | 2007 FN31              | 20 de març de 2007   | Kitt Peak            | Spacewatch           |
| 269038 | 2007 FH32              | 20 de març de 2007   | Anderson Mesa        | LONEOS               |
| 269039 | 2007 FJ32              | 20 de març de 2007   | Kitt Peak            | Spacewatch           |
| 269040 | 2007 FO32              | 20 de març de 2007   | Kitt Peak            | Spacewatch           |
| 269041 | 2007 FW32              | 20 de març de 2007   | Kitt Peak            | Spacewatch           |
| 269042 | 2007 FC33              | 20 de març de 2007   | Kitt Peak            | Spacewatch           |
| 269043 | 2007 FG33              | 21 de març de 2007   | Socorro              | LINEAR               |
| 269044 | 2007 FG36              | 26 de març de 2007   | Mount Lemmon         | Mt. Lemmon Survey    |
| 269045 | 2007 FF38              | 27 de març de 2007   | Siding Spring        | Siding Spring Survey |
| 269046 | 2007 FQ38              | 25 de març de 2007   | Mount Lemmon         | Mt. Lemmon Survey    |
| 269047 | 2007 FH43              | 27 de març de 2007   | Siding Spring        | Siding Spring Survey |
| 269048 | 2007 FU43              | 18 de març de 2007   | Kitt Peak            | Spacewatch           |
| 269049 | 2007 FR49              | 20 de març de 2007   | Catalina             | CSS                  |
| 269050 | 2007 GJ12              | 11 d'abril de 2007   | Mount Lemmon         | Mt. Lemmon Survey    |
| 269051 | 2007 GJ16              | 11 d'abril de 2007   | Kitt Peak            | Spacewatch           |
| 269052 | 2007 GU18              | 11 d'abril de 2007   | Kitt Peak            | Spacewatch           |
| 269053 | 2007 GT19              | 11 d'abril de 2007   | Kitt Peak            | Spacewatch           |
| 269054 | 2007 GW20              | 11 d'abril de 2007   | Mount Lemmon         | Mt. Lemmon Survey    |
| 269055 | 2007 GZ23              | 11 d'abril de 2007   | Kitt Peak            | Spacewatch           |
| 269056 | 2007 GS24              | 11 d'abril de 2007   | Kitt Peak            | Spacewatch           |
| 269057 | 2007 GW24              | 11 d'abril de 2007   | Siding Spring        | Siding Spring Survey |
| 269058 | 2007 GO29              | 11 d'abril de 2007   | Siding Spring        | Siding Spring Survey |
| 269059 | 2007 GU30              | 14 d'abril de 2007   | Mount Lemmon         | Mt. Lemmon Survey    |
| 269060 | 2007 GZ32              | 11 d'abril de 2007   | Mount Lemmon         | Mt. Lemmon Survey    |
| 269061 | 2007 GF33              | 11 d'abril de 2007   | Catalina             | CSS                  |
| 269062 | 2007 GW33              | 11 d'abril de 2007   | Kitt Peak            | Spacewatch           |
| 269063 | 2007 GV39              | 14 d'abril de 2007   | Kitt Peak            | Spacewatch           |
| 269064 | 2007 GB40              | 14 d'abril de 2007   | Kitt Peak            | Spacewatch           |
| 269065 | 2007 GB41              | 14 d'abril de 2007   | Kitt Peak            | Spacewatch           |
| 269066 | 2007 GJ44              | 14 d'abril de 2007   | Mount Lemmon         | Mt. Lemmon Survey    |
| 269067 | 2007 GQ44              | 14 d'abril de 2007   | Kitt Peak            | Spacewatch           |
| 269068 | 2007 GD46              | 14 d'abril de 2007   | Kitt Peak            | Spacewatch           |
| 269069 | 2007 GT46              | 14 d'abril de 2007   | Kitt Peak            | Spacewatch           |
| 269070 | 2007 GR48              | 14 d'abril de 2007   | Kitt Peak            | Spacewatch           |
| 269071 | 2007 GZ48              | 14 d'abril de 2007   | Kitt Peak            | Spacewatch           |
| 269072 | 2007 GF51              | 15 d'abril de 2007   | Catalina             | CSS                  |
| 269073 | 2007 GP61              | 15 d'abril de 2007   | Kitt Peak            | Spacewatch           |
| 269074 | 2007 GW62              | 15 d'abril de 2007   | Kitt Peak            | Spacewatch           |
| 269075 | 2007 GL67              | 15 d'abril de 2007   | Kitt Peak            | Spacewatch           |
| 269076 | 2007 GF68              | 14 d'abril de 2007   | Kitt Peak            | Spacewatch           |
| 269077 | 2007 GH73              | 15 d'abril de 2007   | Kitt Peak            | Spacewatch           |
| 269078 | 2007 GT73              | 15 d'abril de 2007   | Kitt Peak            | Spacewatch           |
| 269079 | 2007 HK6               | 16 d'abril de 2007   | Catalina             | CSS                  |
| 269080 | 2007 HF7               | 16 d'abril de 2007   | Catalina             | CSS                  |
| 269081 | 2007 HR11              | 18 d'abril de 2007   | Mount Lemmon         | Mt. Lemmon Survey    |
| 269082 | 2007 HG13              | 16 d'abril de 2007   | Catalina             | CSS                  |
| 269083 | 2007 HB16              | 18 d'abril de 2007   | Lulin                | LUSS                 |
| 269084 | 2007 HE17              | 16 d'abril de 2007   | Anderson Mesa        | LONEOS               |
| 269085 | 2007 HW26              | 18 d'abril de 2007   | Kitt Peak            | Spacewatch           |
| 269086 | 2007 HA30              | 19 d'abril de 2007   | Mount Lemmon         | Mt. Lemmon Survey    |
| 269087 | 2007 HZ31              | 19 d'abril de 2007   | Mount Lemmon         | Mt. Lemmon Survey    |
| 269088 | 2007 HQ36              | 19 d'abril de 2007   | Kitt Peak            | Spacewatch           |
| 269089 | 2007 HX38              | 20 d'abril de 2007   | Mount Lemmon         | Mt. Lemmon Survey    |
| 269090 | 2007 HA41              | 20 d'abril de 2007   | Socorro              | LINEAR               |
| 269091 | 2007 HG46              | 20 d'abril de 2007   | Anderson Mesa        | LONEOS               |
| 269092 | 2007 HK48              | 20 d'abril de 2007   | Kitt Peak            | Spacewatch           |
| 269093 | 2007 HJ53              | 20 d'abril de 2007   | Kitt Peak            | Spacewatch           |
| 269094 | 2007 HV57              | 23 d'abril de 2007   | Kitt Peak            | Spacewatch           |
| 269095 | 2007 HP61              | 22 d'abril de 2007   | Catalina             | CSS                  |
| 269096 | 2007 HN65              | 22 d'abril de 2007   | Catalina             | CSS                  |
| 269097 | 2007 HV65              | 22 d'abril de 2007   | Mount Lemmon         | Mt. Lemmon Survey    |
| 269098 | 2007 HB66              | 22 d'abril de 2007   | Catalina             | CSS                  |
| 269099 | 2007 HM79              | 23 d'abril de 2007   | Mount Lemmon         | Mt. Lemmon Survey    |
| 269100 | 2007 HC80              | 24 d'abril de 2007   | Kitt Peak            | Spacewatch           |

## 269101-269200
| Nom    | Designació provisional | Data de descobriment   | Lloc de descobriment | Descobridor/s        |
| ------ | ---------------------- | ---------------------- | -------------------- | -------------------- |
| 269101 | 2007 HB83              | 22 d'abril de 2007     | Catalina             | CSS                  |
| 269102 | 2007 HE83              | 23 d'abril de 2007     | Kitt Peak            | Spacewatch           |
| 269103 | 2007 HM83              | 23 d'abril de 2007     | Kitt Peak            | Spacewatch           |
| 269104 | 2007 HN86              | 24 d'abril de 2007     | Kitt Peak            | Spacewatch           |
| 269105 | 2007 HF90              | 19 d'abril de 2007     | Anderson Mesa        | LONEOS               |
| 269106 | 2007 HP97              | 19 d'abril de 2007     | Mount Lemmon         | Mt. Lemmon Survey    |
| 269107 | 2007 JO3               | 6 de maig de 2007      | Kitt Peak            | Spacewatch           |
| 269108 | 2007 JB9               | 9 de maig de 2007      | Mount Lemmon         | Mt. Lemmon Survey    |
| 269109 | 2007 JS25              | 9 de maig de 2007      | Kitt Peak            | Spacewatch           |
| 269110 | 2007 JG27              | 9 de maig de 2007      | Kitt Peak            | Spacewatch           |
| 269111 | 2007 JR37              | 12 de maig de 2007     | Mount Lemmon         | Mt. Lemmon Survey    |
| 269112 | 2007 JZ37              | 12 de maig de 2007     | Mount Lemmon         | Mt. Lemmon Survey    |
| 269113 | 2007 JA38              | 12 de maig de 2007     | Mount Lemmon         | Mt. Lemmon Survey    |
| 269114 | 2007 JL39              | 15 de maig de 2007     | Kitt Peak            | Spacewatch           |
| 269115 | 2007 JT39              | 11 de maig de 2007     | Siding Spring        | Siding Spring Survey |
| 269116 | 2007 KO8               | 24 de maig de 2007     | Catalina             | CSS                  |
| 269117 | 2007 LU11              | 9 de juny de 2007      | Kitt Peak            | Spacewatch           |
| 269118 | 2007 LH15              | 12 de juny de 2007     | Reedy Creek          | J. Broughton         |
| 269119 | 2007 LQ31              | 15 de juny de 2007     | Kitt Peak            | Spacewatch           |
| 269120 | 2007 LM33              | 12 de juny de 2007     | Catalina             | CSS                  |
| 269121 | 2007 MG9               | 19 de juny de 2007     | Kitt Peak            | Spacewatch           |
| 269122 | 2007 MD25              | 23 de juny de 2007     | Kitt Peak            | Spacewatch           |
| 269123 | 2007 NF2               | 12 de juliol de 2007   | Mayhill              | A. Lowe              |
| 269124 | 2007 PC23              | 11 d'agost de 2007     | Anderson Mesa        | LONEOS               |
| 269125 | 2007 PF37              | 13 d'agost de 2007     | Socorro              | LINEAR               |
| 269126 | 2007 PP43              | 11 d'agost de 2007     | Bergisch Gladbac     | W. Bickel            |
| 269127 | 2007 PU47              | 8 d'agost de 2007      | Socorro              | LINEAR               |
| 269128 | 2007 PU48              | 13 d'agost de 2007     | Siding Spring        | Siding Spring Survey |
| 269129 | 2007 RG22              | 3 de setembre de 2007  | Catalina             | CSS                  |
| 269130 | 2007 RL65              | 10 de setembre de 2007 | Mount Lemmon         | Mt. Lemmon Survey    |
| 269131 | 2007 RL108             | 11 de setembre de 2007 | Kitt Peak            | Spacewatch           |
| 269132 | 2007 RZ133             | 11 de setembre de 2007 | Catalina             | CSS                  |
| 269133 | 2007 SP3               | 16 de setembre de 2007 | Socorro              | LINEAR               |
| 269134 | 2007 TF89              | 8 d'octubre de 2007    | Mount Lemmon         | Mt. Lemmon Survey    |
| 269135 | 2007 TL92              | 5 d'octubre de 2007    | Kitt Peak            | Spacewatch           |
| 269136 | 2007 TF161             | 11 d'octubre de 2007   | Socorro              | LINEAR               |
| 269137 | 2007 TM177             | 6 d'octubre de 2007    | Kitt Peak            | Spacewatch           |
| 269138 | 2007 TM225             | 5 d'octubre de 2007    | Kitt Peak            | Spacewatch           |
| 269139 | 2007 TJ284             | 9 d'octubre de 2007    | Anderson Mesa        | LONEOS               |
| 269140 | 2007 UA21              | 16 d'octubre de 2007   | Kitt Peak            | Spacewatch           |
| 269141 | 2007 UT60              | 30 d'octubre de 2007   | Mount Lemmon         | Mt. Lemmon Survey    |
| 269142 | 2007 VY30              | 2 de novembre de 2007  | Kitt Peak            | Spacewatch           |
| 269143 | 2007 WZ23              | 18 de novembre de 2007 | Mount Lemmon         | Mt. Lemmon Survey    |
| 269144 | 2008 AR31              | 10 de gener de 2008    | Catalina             | CSS                  |
| 269145 | 2008 CZ31              | 2 de febrer de 2008    | Kitt Peak            | Spacewatch           |
| 269146 | 2008 CE204             | 9 de febrer de 2008    | Mount Lemmon         | Mt. Lemmon Survey    |
| 269147 | 2008 DU4               | 27 de febrer de 2008   | Calvin-Rehoboth      | Calvin College       |
| 269148 | 2008 EL15              | 2 d'octubre de 2003    | Kitt Peak            | Spacewatch           |
| 269149 | 2008 EV18              | 2 de març de 2008      | Catalina             | CSS                  |
| 269150 | 2008 ET21              | 2 de març de 2008      | Kitt Peak            | Spacewatch           |
| 269151 | 2008 EW28              | 4 de març de 2008      | Mount Lemmon         | Mt. Lemmon Survey    |
| 269152 | 2008 EM33              | 1 de març de 2008      | Kitt Peak            | Spacewatch           |
| 269153 | 2008 ES54              | 6 de març de 2008      | Kitt Peak            | Spacewatch           |
| 269154 | 2008 EM67              | 9 de març de 2008      | Mount Lemmon         | Mt. Lemmon Survey    |
| 269155 | 2008 EC77              | 7 de març de 2008      | Kitt Peak            | Spacewatch           |
| 269156 | 2008 EO79              | 8 de març de 2008      | Catalina             | CSS                  |
| 269157 | 2008 ES92              | 3 de març de 2008      | Catalina             | CSS                  |
| 269158 | 2008 EQ114             | 8 de març de 2008      | Kitt Peak            | Spacewatch           |
| 269159 | 2008 EZ114             | 8 de març de 2008      | Kitt Peak            | Spacewatch           |
| 269160 | 2008 EF127             | 10 de març de 2008     | Kitt Peak            | Spacewatch           |
| 269161 | 2008 EV150             | 4 de març de 2008      | Mount Lemmon         | Mt. Lemmon Survey    |
| 269162 | 2008 ET155             | 15 de març de 2008     | Mount Lemmon         | Mt. Lemmon Survey    |
| 269163 | 2008 EL168             | 11 de març de 2008     | Kitt Peak            | Spacewatch           |
| 269164 | 2008 FL15              | 26 de març de 2008     | Kitt Peak            | Spacewatch           |
| 269165 | 2008 FU25              | 27 de març de 2008     | Kitt Peak            | Spacewatch           |
| 269166 | 2008 FO58              | 28 de març de 2008     | Mount Lemmon         | Mt. Lemmon Survey    |
| 269167 | 2008 FB59              | 29 de març de 2008     | Kitt Peak            | Spacewatch           |
| 269168 | 2008 FJ59              | 29 de març de 2008     | Kitt Peak            | Spacewatch           |
| 269169 | 2008 FM59              | 29 de març de 2008     | Vail-Jarnac          | Jarnac               |
| 269170 | 2008 FM60              | 10 de març de 2008     | Mount Lemmon         | Mt. Lemmon Survey    |
| 269171 | 2008 FS60              | 29 de març de 2008     | Catalina             | CSS                  |
| 269172 | 2008 FK61              | 30 de març de 2008     | Catalina             | CSS                  |
| 269173 | 2008 FX69              | 28 de març de 2008     | Kitt Peak            | Spacewatch           |
| 269174 | 2008 FY75              | 30 de març de 2008     | Socorro              | LINEAR               |
| 269175 | 2008 FK84              | 28 de març de 2008     | Mount Lemmon         | Mt. Lemmon Survey    |
| 269176 | 2008 FF93              | 29 de març de 2008     | Mount Lemmon         | Mt. Lemmon Survey    |
| 269177 | 2008 FA105             | 30 de març de 2008     | Kitt Peak            | Spacewatch           |
| 269178 | 2008 FL117             | 31 de març de 2008     | Kitt Peak            | Spacewatch           |
| 269179 | 2008 FD125             | 30 de març de 2008     | Kitt Peak            | Spacewatch           |
| 269180 | 2008 FB129             | 29 de març de 2008     | Kitt Peak            | Spacewatch           |
| 269181 | 2008 FR129             | 31 de març de 2008     | Kitt Peak            | Spacewatch           |
| 269182 | 2008 GO11              | 1 d'abril de 2008      | Kitt Peak            | Spacewatch           |
| 269183 | 2008 GJ18              | 4 d'abril de 2008      | Mount Lemmon         | Mt. Lemmon Survey    |
| 269184 | 2008 GH28              | 3 d'abril de 2008      | Kitt Peak            | Spacewatch           |
| 269185 | 2008 GZ37              | 3 d'abril de 2008      | Kitt Peak            | Spacewatch           |
| 269186 | 2008 GB42              | 4 d'abril de 2008      | Kitt Peak            | Spacewatch           |
| 269187 | 2008 GO42              | 4 d'abril de 2008      | Kitt Peak            | Spacewatch           |
| 269188 | 2008 GC45              | 4 d'abril de 2008      | Kitt Peak            | Spacewatch           |
| 269189 | 2008 GZ50              | 5 d'abril de 2008      | Mount Lemmon         | Mt. Lemmon Survey    |
| 269190 | 2008 GQ66              | 6 d'abril de 2008      | Kitt Peak            | Spacewatch           |
| 269191 | 2008 GR94              | 7 d'abril de 2008      | Mount Lemmon         | Mt. Lemmon Survey    |
| 269192 | 2008 GF98              | 8 d'abril de 2008      | Kitt Peak            | Spacewatch           |
| 269193 | 2008 GY100             | 9 d'abril de 2008      | Kitt Peak            | Spacewatch           |
| 269194 | 2008 GN138             | 15 d'abril de 2008     | Mount Lemmon         | Mt. Lemmon Survey    |
| 269195 | 2008 GP140             | 8 d'abril de 2008      | Kitt Peak            | Spacewatch           |
| 269196 | 2008 GK145             | 6 d'abril de 2008      | Kitt Peak            | Spacewatch           |
| 269197 | 2008 HN2               | 25 d'abril de 2008     | La Sagra             | La Sagra             |
| 269198 | 2008 HZ27              | 28 d'abril de 2008     | Kitt Peak            | Spacewatch           |
| 269199 | 2008 HR34              | 27 d'abril de 2008     | Kitt Peak            | Spacewatch           |
| 269200 | 2008 HF65              | 29 d'abril de 2008     | Mount Lemmon         | Mt. Lemmon Survey    |

## 269201-269300
| Nom                 | Designació provisional | Data de descobriment   | Lloc de descobriment | Descobridor/s          |
| ------------------- | ---------------------- | ---------------------- | -------------------- | ---------------------- |
| 269201              | 2008 HD68              | 29 d'abril de 2008     | Mount Lemmon         | Mt. Lemmon Survey      |
| 269202              | 2008 JW4               | 2 de maig de 2008      | Catalina             | CSS                    |
| 269203              | 2008 JL13              | 4 de maig de 2008      | Mount Lemmon         | Mt. Lemmon Survey      |
| 269204              | 2008 JG14              | 6 de maig de 2008      | Mount Lemmon         | Mt. Lemmon Survey      |
| 269205              | 2008 JG15              | 5 de maig de 2008      | Kitt Peak            | Spacewatch             |
| 269206              | 2008 JU21              | 5 de maig de 2008      | Mount Lemmon         | Mt. Lemmon Survey      |
| 269207              | 2008 JJ37              | 3 de maig de 2008      | Mount Lemmon         | Mt. Lemmon Survey      |
| 269208              | 2008 KA9               | 27 de maig de 2008     | Kitt Peak            | Spacewatch             |
| 269209              | 2008 KG20              | 28 de maig de 2008     | Kitt Peak            | Spacewatch             |
| 269210              | 2008 KU21              | 28 de maig de 2008     | Mount Lemmon         | Mt. Lemmon Survey      |
| 269211              | 2008 KA31              | 29 de maig de 2008     | Kitt Peak            | Spacewatch             |
| 269212              | 2008 LK6               | 3 de juny de 2008      | Kitt Peak            | Spacewatch             |
| 269213              | 2008 LL10              | 6 de juny de 2008      | Kitt Peak            | Spacewatch             |
| 269214              | 2008 LW11              | 7 de juny de 2008      | Kitt Peak            | Spacewatch             |
| 269215              | 2008 LU14              | 8 de juny de 2008      | Kitt Peak            | Spacewatch             |
| 269216              | 2008 LG15              | 9 de juny de 2008      | Kitt Peak            | Spacewatch             |
| 269217              | 2008 ND1               | 1 de juliol de 2008    | Eskridge             | G. Hug                 |
| 269218              | 2008 NP1               | 5 de juliol de 2008    | Pla D'Arguines       | R. Ferrando            |
| 269219              | 2008 NK2               | 2 de juliol de 2008    | Kitt Peak            | Spacewatch             |
| 269220              | 2008 OE11              | 23 de gener de 2006    | Mount Lemmon         | Mt. Lemmon Survey      |
| 269221              | 2008 OE20              | 30 de juliol de 2008   | Kitt Peak            | Spacewatch             |
| 269222              | 2008 OX20              | 29 de juliol de 2008   | Kitt Peak            | Spacewatch             |
| 269223              | 2008 OU21              | 30 de juliol de 2008   | Kitt Peak            | Spacewatch             |
| 269224              | 2008 OV21              | 30 de juliol de 2008   | Kitt Peak            | Spacewatch             |
| 269225              | 2008 OE24              | 30 de juliol de 2008   | Kitt Peak            | Spacewatch             |
| 269226              | 2008 PO4               | 5 d'agost de 2008      | Hibiscus             | S. F. Hoenig, N. Teamo |
| 269227              | 2008 PG9               | 7 d'agost de 2008      | Dauban               | F. Kugel               |
| 269228              | 2008 PT15              | 11 d'agost de 2008     | Pla D'Arguines       | R. Ferrando            |
| 269229              | 2008 PD17              | 11 d'agost de 2008     | La Sagra             | La Sagra               |
| 269230              | 2008 PP19              | 7 d'agost de 2008      | Kitt Peak            | Spacewatch             |
| 269231              | 2008 PQ19              | 7 d'agost de 2008      | Kitt Peak            | Spacewatch             |
| 269232 Tahin        | 2008 QV                | 21 d'agost de 2008     | Piszkesteto          | K. Sarneczky           |
| 269233              | 2008 QN5               | 22 d'agost de 2008     | Kitt Peak            | Spacewatch             |
| 269234              | 2008 QP6               | 26 d'agost de 2008     | Prairie Grass        | J. Mahony              |
| 269235              | 2008 QS6               | 21 d'agost de 2008     | Kitt Peak            | Spacewatch             |
| 269236              | 2008 QL8               | 25 d'agost de 2008     | La Sagra             | La Sagra               |
| 269237              | 2008 QC9               | 25 d'agost de 2008     | La Sagra             | La Sagra               |
| 269238              | 2008 QM9               | 25 d'agost de 2008     | La Sagra             | La Sagra               |
| 269239              | 2008 QD10              | 26 d'agost de 2008     | La Sagra             | La Sagra               |
| 269240              | 2008 QM10              | 26 d'agost de 2008     | La Sagra             | La Sagra               |
| 269241              | 2008 QY10              | 26 d'agost de 2008     | La Sagra             | La Sagra               |
| 269242              | 2008 QO13              | 27 d'agost de 2008     | La Sagra             | La Sagra               |
| 269243              | 2008 QN14              | 27 d'agost de 2008     | Pises                | Pises                  |
| 269244              | 2008 QJ17              | 27 d'agost de 2008     | La Sagra             | La Sagra               |
| 269245              | 2008 QL19              | 27 d'agost de 2008     | Andrushivka          | Andrushivka            |
| 269246              | 2008 QF20              | 30 d'agost de 2008     | Klet                 | Klet                   |
| 269247              | 2008 QN20              | 25 d'agost de 2008     | Socorro              | LINEAR                 |
| 269248              | 2008 QL23              | 25 d'agost de 2008     | Tiki                 | N. Teamo               |
| 269249              | 2008 QO24              | 29 d'agost de 2008     | Pla D'Arguines       | R. Ferrando            |
| 269250              | 2008 QR26              | 29 d'agost de 2008     | La Sagra             | La Sagra               |
| 269251 Kolomna      | 2008 QW28              | 26 d'agost de 2008     | Andrushivka          | Andrushivka            |
| 269252 Bogdanstupka | 2008 QA29              | 27 d'agost de 2008     | Andrushivka          | Andrushivka            |
| 269253              | 2008 QK35              | 31 d'agost de 2008     | Moletai              | Moletai                |
| 269254              | 2008 QN36              | 21 d'agost de 2008     | Kitt Peak            | Spacewatch             |
| 269255              | 2008 QP36              | 21 d'agost de 2008     | Kitt Peak            | Spacewatch             |
| 269256              | 2008 QK43              | 26 d'agost de 2008     | Crni Vrh             | Crni Vrh               |
| 269257              | 2008 RY1               | 2 de setembre de 2008  | Kitt Peak            | Spacewatch             |
| 269258              | 2008 RH5               | 2 de setembre de 2008  | Kitt Peak            | Spacewatch             |
| 269259              | 2008 RY17              | 4 de setembre de 2008  | Kitt Peak            | Spacewatch             |
| 269260              | 2008 RE19              | 4 de setembre de 2008  | Kitt Peak            | Spacewatch             |
| 269261              | 2008 RU27              | 8 de setembre de 2008  | Grove Creek          | F. Tozzi               |
| 269262              | 2008 RM29              | 2 de setembre de 2008  | Kitt Peak            | Spacewatch             |
| 269263              | 2008 RS47              | 2 de setembre de 2008  | La Sagra             | La Sagra               |
| 269264              | 2008 RY50              | 3 de setembre de 2008  | Kitt Peak            | Spacewatch             |
| 269265              | 2008 RO58              | 3 de setembre de 2008  | Kitt Peak            | Spacewatch             |
| 269266              | 2008 RL63              | 4 de setembre de 2008  | Kitt Peak            | Spacewatch             |
| 269267              | 2008 RO65              | 4 de setembre de 2008  | Kitt Peak            | Spacewatch             |
| 269268              | 2008 RP69              | 5 de setembre de 2008  | Kitt Peak            | Spacewatch             |
| 269269              | 2008 RN70              | 6 de setembre de 2008  | La Sagra             | La Sagra               |
| 269270              | 2008 RW71              | 6 de setembre de 2008  | Catalina             | CSS                    |
| 269271              | 2008 RF72              | 6 de setembre de 2008  | Mount Lemmon         | Mt. Lemmon Survey      |
| 269272              | 2008 RJ82              | 4 de setembre de 2008  | Kitt Peak            | Spacewatch             |
| 269273              | 2008 RO89              | 5 de setembre de 2008  | Kitt Peak            | Spacewatch             |
| 269274              | 2008 RL90              | 6 de setembre de 2008  | Catalina             | CSS                    |
| 269275              | 2008 RY95              | 7 de setembre de 2008  | Catalina             | CSS                    |
| 269276              | 2008 RB102             | 3 de setembre de 2008  | Kitt Peak            | Spacewatch             |
| 269277              | 2008 RN105             | 6 de setembre de 2008  | Mount Lemmon         | Mt. Lemmon Survey      |
| 269278              | 2008 RH108             | 9 de setembre de 2008  | Mount Lemmon         | Mt. Lemmon Survey      |
| 269279              | 2008 RK110             | 3 de setembre de 2008  | Kitt Peak            | Spacewatch             |
| 269280              | 2008 RW115             | 7 de setembre de 2008  | Mount Lemmon         | Mt. Lemmon Survey      |
| 269281              | 2008 RO117             | 9 de setembre de 2008  | Mount Lemmon         | Mt. Lemmon Survey      |
| 269282              | 2008 RN121             | 2 de setembre de 2008  | Kitt Peak            | Spacewatch             |
| 269283              | 2008 RN136             | 4 de setembre de 2008  | Kitt Peak            | Spacewatch             |
| 269284              | 2008 RK138             | 6 de setembre de 2008  | Catalina             | CSS                    |
| 269285              | 2008 RN141             | 6 de setembre de 2008  | Mount Lemmon         | Mt. Lemmon Survey      |
| 269286              | 2008 SA1               | 21 de setembre de 2008 | Grove Creek          | F. Tozzi               |
| 269287              | 2008 SY4               | 22 de setembre de 2008 | Socorro              | LINEAR                 |
| 269288              | 2008 SV15              | 19 de setembre de 2008 | Kitt Peak            | Spacewatch             |
| 269289              | 2008 SY18              | 19 de setembre de 2008 | Kitt Peak            | Spacewatch             |
| 269290              | 2008 SV20              | 19 de setembre de 2008 | Kitt Peak            | Spacewatch             |
| 269291              | 2008 SM21              | 19 de setembre de 2008 | Kitt Peak            | Spacewatch             |
| 269292              | 2008 SC23              | 19 de setembre de 2008 | Kitt Peak            | Spacewatch             |
| 269293              | 2008 SC36              | 20 de setembre de 2008 | Kitt Peak            | Spacewatch             |
| 269294              | 2008 SJ37              | 20 de setembre de 2008 | Kitt Peak            | Spacewatch             |
| 269295              | 2008 SZ50              | 20 de setembre de 2008 | Mount Lemmon         | Mt. Lemmon Survey      |
| 269296              | 2008 SU52              | 20 de setembre de 2008 | Mount Lemmon         | Mt. Lemmon Survey      |
| 269297              | 2008 SC68              | 21 de setembre de 2008 | Catalina             | CSS                    |
| 269298              | 2008 SB71              | 22 de setembre de 2008 | Kitt Peak            | Spacewatch             |
| 269299              | 2008 SK74              | 23 de setembre de 2008 | Catalina             | CSS                    |
| 269300 Diego        | 2008 SB82              | 26 de setembre de 2008 | La Canada            | J. Lacruz              |

## 269301-269400
| Nom                     | Designació provisional | Data de descobriment   | Lloc de descobriment | Descobridor/s        |
| ----------------------- | ---------------------- | ---------------------- | -------------------- | -------------------- |
| 269301                  | 2008 SB88              | 20 de setembre de 2008 | Catalina             | CSS                  |
| 269302                  | 2008 ST109             | 22 de setembre de 2008 | Kitt Peak            | Spacewatch           |
| 269303                  | 2008 SL110             | 22 de setembre de 2008 | Kitt Peak            | Spacewatch           |
| 269304                  | 2008 SV110             | 22 de setembre de 2008 | Kitt Peak            | Spacewatch           |
| 269305                  | 2008 SA114             | 22 de setembre de 2008 | Kitt Peak            | Spacewatch           |
| 269306                  | 2008 SD130             | 22 de setembre de 2008 | Kitt Peak            | Spacewatch           |
| 269307                  | 2008 SK139             | 23 de setembre de 2008 | Siding Spring        | Siding Spring Survey |
| 269308                  | 2008 SW145             | 22 de setembre de 2008 | Kitt Peak            | Spacewatch           |
| 269309                  | 2008 SV151             | 30 de setembre de 2008 | Desert Moon          | B. L. Stevens        |
| 269310                  | 2008 SA153             | 22 de setembre de 2008 | Socorro              | LINEAR               |
| 269311                  | 2008 SC154             | 22 de setembre de 2008 | Socorro              | LINEAR               |
| 269312                  | 2008 SK154             | 22 de setembre de 2008 | Socorro              | LINEAR               |
| 269313                  | 2008 SK155             | 23 de setembre de 2008 | Socorro              | LINEAR               |
| 269314                  | 2008 SD159             | 24 de setembre de 2008 | Socorro              | LINEAR               |
| 269315                  | 2008 SD166             | 28 de setembre de 2008 | Socorro              | LINEAR               |
| 269316                  | 2008 SJ166             | 28 de setembre de 2008 | Socorro              | LINEAR               |
| 269317                  | 2008 SG168             | 30 de setembre de 2008 | Socorro              | LINEAR               |
| 269318                  | 2008 SJ171             | 21 de setembre de 2008 | Mount Lemmon         | Mt. Lemmon Survey    |
| 269319                  | 2008 SS172             | 22 de setembre de 2008 | Mount Lemmon         | Mt. Lemmon Survey    |
| 269320                  | 2008 SL176             | 23 de setembre de 2008 | Mount Lemmon         | Mt. Lemmon Survey    |
| 269321                  | 2008 SA177             | 23 de setembre de 2008 | Mount Lemmon         | Mt. Lemmon Survey    |
| 269322                  | 2008 SR207             | 27 de setembre de 2008 | Goodricke-Pigott     | R. A. Tucker         |
| 269323 Madisonvillehigh | 2008 SE209             | 28 de setembre de 2008 | Charleston           | Charleston           |
| 269324                  | 2008 SL219             | 30 de setembre de 2008 | La Sagra             | La Sagra             |
| 269325                  | 2008 SO221             | 25 de setembre de 2008 | Mount Lemmon         | Mt. Lemmon Survey    |
| 269326                  | 2008 SH269             | 21 de setembre de 2008 | Catalina             | CSS                  |
| 269327                  | 2008 SC278             | 28 de setembre de 2008 | Mount Lemmon         | Mt. Lemmon Survey    |
| 269328                  | 2008 SY282             | 29 de setembre de 2008 | Mount Lemmon         | Mt. Lemmon Survey    |
| 269329                  | 2008 SJ285             | 20 de setembre de 2008 | Mount Lemmon         | Mt. Lemmon Survey    |
| 269330                  | 2008 TU1               | 2 d'octubre de 2008    | Pla D'Arguines       | R. Ferrando          |
| 269331                  | 2008 TV3               | 3 d'octubre de 2008    | Socorro              | LINEAR               |
| 269332                  | 2008 TK6               | 3 d'octubre de 2008    | La Sagra             | La Sagra             |
| 269333                  | 2008 TA17              | 1 d'octubre de 2008    | Mount Lemmon         | Mt. Lemmon Survey    |
| 269334                  | 2008 TY17              | 1 d'octubre de 2008    | Mount Lemmon         | Mt. Lemmon Survey    |
| 269335                  | 2008 TD19              | 1 d'octubre de 2008    | Mount Lemmon         | Mt. Lemmon Survey    |
| 269336                  | 2008 TS27              | 1 d'octubre de 2008    | La Sagra             | La Sagra             |
| 269337                  | 2008 TC30              | 1 d'octubre de 2008    | Mount Lemmon         | Mt. Lemmon Survey    |
| 269338                  | 2008 TM30              | 1 d'octubre de 2008    | Kitt Peak            | Spacewatch           |
| 269339                  | 2008 TJ37              | 1 d'octubre de 2008    | Mount Lemmon         | Mt. Lemmon Survey    |
| 269340                  | 2008 TB40              | 1 d'octubre de 2008    | Mount Lemmon         | Mt. Lemmon Survey    |
| 269341                  | 2008 TD52              | 2 d'octubre de 2008    | Kitt Peak            | Spacewatch           |
| 269342                  | 2008 TU91              | 4 d'octubre de 2008    | La Sagra             | La Sagra             |
| 269343                  | 2008 TZ94              | 6 d'octubre de 2008    | La Sagra             | La Sagra             |
| 269344                  | 2008 TH95              | 6 d'octubre de 2008    | Kitt Peak            | Spacewatch           |
| 269345                  | 2008 TG106             | 6 d'octubre de 2008    | Kitt Peak            | Spacewatch           |
| 269346                  | 2008 TB110             | 6 d'octubre de 2008    | Mount Lemmon         | Mt. Lemmon Survey    |
| 269347                  | 2008 TV110             | 6 d'octubre de 2008    | Catalina             | CSS                  |
| 269348                  | 2008 TT134             | 8 d'octubre de 2008    | Kitt Peak            | Spacewatch           |
| 269349                  | 2008 TT179             | 1 d'octubre de 2008    | Catalina             | CSS                  |
| 269350                  | 2008 US9               | 17 d'octubre de 2008   | Kitt Peak            | Spacewatch           |
| 269351                  | 2008 UW11              | 17 d'octubre de 2008   | Kitt Peak            | Spacewatch           |
| 269352                  | 2008 UM12              | 17 d'octubre de 2008   | Kitt Peak            | Spacewatch           |
| 269353                  | 2008 UO36              | 20 d'octubre de 2008   | Kitt Peak            | Spacewatch           |
| 269354                  | 2008 UW50              | 20 d'octubre de 2008   | Mount Lemmon         | Mt. Lemmon Survey    |
| 269355                  | 2008 UR61              | 21 d'octubre de 2008   | Kitt Peak            | Spacewatch           |
| 269356                  | 2008 UF90              | 26 d'octubre de 2008   | Cordell-Lorenz       | D. T. Durig          |
| 269357                  | 2008 UL97              | 25 d'octubre de 2008   | Socorro              | LINEAR               |
| 269358                  | 2008 UN122             | 22 d'octubre de 2008   | Kitt Peak            | Spacewatch           |
| 269359                  | 2008 UJ205             | 27 d'octubre de 2008   | Catalina             | CSS                  |
| 269360                  | 2008 UN249             | 27 d'octubre de 2008   | Mount Lemmon         | Mt. Lemmon Survey    |
| 269361                  | 2008 UN323             | 31 d'octubre de 2008   | Catalina             | CSS                  |
| 269362                  | 2008 UZ334             | 20 d'octubre de 2008   | Kitt Peak            | Spacewatch           |
| 269363                  | 2008 UB338             | 20 d'octubre de 2008   | Kitt Peak            | Spacewatch           |
| 269364                  | 2008 US354             | 27 d'octubre de 2008   | Mount Lemmon         | Mt. Lemmon Survey    |
| 269365                  | 2008 VA43              | 3 de novembre de 2008  | Catalina             | CSS                  |
| 269366                  | 2008 WB6               | 17 de novembre de 2008 | Kitt Peak            | Spacewatch           |
| 269367                  | 2008 WL6               | 17 de novembre de 2008 | Kitt Peak            | Spacewatch           |
| 269368                  | 2008 WL49              | 18 de novembre de 2008 | Catalina             | CSS                  |
| 269369                  | 2008 WK140             | 18 de novembre de 2008 | Catalina             | CSS                  |
| 269370                  | 2008 YX40              | 30 de desembre de 2008 | Kitt Peak            | Spacewatch           |
| 269371                  | 2008 YE168             | 30 de desembre de 2008 | Catalina             | CSS                  |
| 269372                  | 2008 YS169             | 31 de desembre de 2008 | Mount Lemmon         | Mt. Lemmon Survey    |
| 269373                  | 2008 YT172             | 22 de desembre de 2008 | Kitt Peak            | Spacewatch           |
| 269374                  | 2009 AF17              | 13 de gener de 2009    | Calvin-Rehoboth      | Calvin College       |
| 269375                  | 2009 DV46              | 28 de febrer de 2009   | Socorro              | LINEAR               |
| 269376                  | 2009 DP57              | 22 de febrer de 2009   | Kitt Peak            | Spacewatch           |
| 269377                  | 2009 NB1               | 14 de juliol de 2009   | La Sagra             | La Sagra             |
| 269378                  | 2009 NH2               | 14 de juliol de 2009   | Kitt Peak            | Spacewatch           |
| 269379                  | 2009 OW3               | 21 de juliol de 2009   | Crni Vrh             | Crni Vrh             |
| 269380                  | 2009 PM10              | 15 d'agost de 2009     | La Sagra             | La Sagra             |
| 269381                  | 2009 PG20              | 15 d'agost de 2009     | Kitt Peak            | Spacewatch           |
| 269382                  | 2009 QW                | 17 d'agost de 2009     | Catalina             | CSS                  |
| 269383                  | 2009 QG1               | 16 d'agost de 2009     | La Sagra             | La Sagra             |
| 269384                  | 2009 QX2               | 16 d'agost de 2009     | Kitt Peak            | Spacewatch           |
| 269385                  | 2009 QY3               | 16 d'agost de 2009     | Kitt Peak            | Spacewatch           |
| 269386                  | 2009 QY14              | 16 d'agost de 2009     | Kitt Peak            | Spacewatch           |
| 269387                  | 2009 QT22              | 20 d'agost de 2009     | La Sagra             | La Sagra             |
| 269388                  | 2009 QX22              | 20 d'agost de 2009     | La Sagra             | La Sagra             |
| 269389                  | 2009 QH28              | 20 d'agost de 2009     | Hibiscus             | N. Teamo             |
| 269390 Igortkachenko    | 2009 QA34              | 27 d'agost de 2009     | Tzec Maun            | L. Elenin            |
| 269391                  | 2009 QM37              | 31 d'agost de 2009     | Taunus               | S. Karge, R. Kling   |
| 269392                  | 2009 QX37              | 29 d'agost de 2009     | Bergisch Gladbac     | W. Bickel            |
| 269393                  | 2009 QS44              | 27 d'agost de 2009     | Kitt Peak            | Spacewatch           |
| 269394                  | 2009 QC45              | 27 d'agost de 2009     | Catalina             | CSS                  |
| 269395                  | 2009 QX50              | 26 d'agost de 2009     | La Sagra             | La Sagra             |
| 269396                  | 2009 QQ60              | 18 d'agost de 2009     | Catalina             | CSS                  |
| 269397                  | 2009 RB                | 2 de setembre de 2009  | La Sagra             | La Sagra             |
| 269398                  | 2009 RE3               | 10 de setembre de 2009 | La Sagra             | La Sagra             |
| 269399                  | 2009 RZ5               | 14 de setembre de 2009 | Catalina             | CSS                  |
| 269400                  | 2009 RN8               | 12 de setembre de 2009 | Kitt Peak            | Spacewatch           |

## 269401-269500
| Nom             | Designació provisional | Data de descobriment   | Lloc de descobriment | Descobridor/s          |
| --------------- | ---------------------- | ---------------------- | -------------------- | ---------------------- |
| 269401          | 2009 RO8               | 12 de setembre de 2009 | Kitt Peak            | Spacewatch             |
| 269402          | 2009 RH12              | 12 de setembre de 2009 | Kitt Peak            | Spacewatch             |
| 269403          | 2009 RT13              | 12 de setembre de 2009 | Kitt Peak            | Spacewatch             |
| 269404          | 2009 RL15              | 12 de setembre de 2009 | Kitt Peak            | Spacewatch             |
| 269405          | 2009 RN28              | 12 de setembre de 2009 | Kitt Peak            | Spacewatch             |
| 269406          | 2009 RK29              | 14 de setembre de 2009 | Kitt Peak            | Spacewatch             |
| 269407          | 2009 RS30              | 14 de setembre de 2009 | Kitt Peak            | Spacewatch             |
| 269408          | 2009 RD46              | 15 de setembre de 2009 | Kitt Peak            | Spacewatch             |
| 269409          | 2009 RQ52              | 15 de setembre de 2009 | Kitt Peak            | Spacewatch             |
| 269410          | 2009 RB54              | 15 de setembre de 2009 | Kitt Peak            | Spacewatch             |
| 269411          | 2009 RZ55              | 15 de setembre de 2009 | Kitt Peak            | Spacewatch             |
| 269412          | 2009 RM69              | 15 de setembre de 2009 | Kitt Peak            | Spacewatch             |
| 269413          | 2009 SK20              | 22 de setembre de 2009 | Kachina              | J. Hobart              |
| 269414          | 2009 SX20              | 18 de setembre de 2009 | Kitt Peak            | Spacewatch             |
| 269415          | 2009 SV32              | 16 de setembre de 2009 | Kitt Peak            | Spacewatch             |
| 269416          | 2009 SL39              | 16 de setembre de 2009 | Kitt Peak            | Spacewatch             |
| 269417          | 2009 SF46              | 16 de setembre de 2009 | Kitt Peak            | Spacewatch             |
| 269418          | 2009 SM52              | 17 de setembre de 2009 | Kitt Peak            | Spacewatch             |
| 269419          | 2009 ST66              | 17 de setembre de 2009 | Kitt Peak            | Spacewatch             |
| 269420          | 2009 SD107             | 27 de març de 2003     | Kitt Peak            | Spacewatch             |
| 269421          | 2009 SB119             | 18 de setembre de 2009 | Kitt Peak            | Spacewatch             |
| 269422          | 2009 SX121             | 18 de setembre de 2009 | Kitt Peak            | Spacewatch             |
| 269423          | 2009 SQ128             | 18 de setembre de 2009 | Kitt Peak            | Spacewatch             |
| 269424          | 2009 SE131             | 18 de setembre de 2009 | Kitt Peak            | Spacewatch             |
| 269425          | 2009 SE132             | 18 de setembre de 2009 | Kitt Peak            | Spacewatch             |
| 269426          | 2009 SW132             | 18 de setembre de 2009 | Kitt Peak            | Spacewatch             |
| 269427          | 2009 SU134             | 18 de setembre de 2009 | Kitt Peak            | Spacewatch             |
| 269428          | 2009 SD135             | 18 de setembre de 2009 | Kitt Peak            | Spacewatch             |
| 269429          | 2009 SG135             | 18 de setembre de 2009 | Kitt Peak            | Spacewatch             |
| 269430          | 2009 SB147             | 19 de setembre de 2009 | Kitt Peak            | Spacewatch             |
| 269431          | 2009 SP148             | 19 de setembre de 2009 | Mount Lemmon         | Mt. Lemmon Survey      |
| 269432          | 2009 SN150             | 20 de setembre de 2009 | Kitt Peak            | Spacewatch             |
| 269433          | 2009 SL163             | 21 de setembre de 2009 | Mount Lemmon         | Mt. Lemmon Survey      |
| 269434          | 2009 SR164             | 21 de setembre de 2009 | Kitt Peak            | Spacewatch             |
| 269435          | 2009 SO165             | 22 de setembre de 2009 | Kitt Peak            | Spacewatch             |
| 269436          | 2009 SP174             | 18 de setembre de 2009 | Purple Mountain      | PMO NEO Survey Program |
| 269437          | 2009 SP200             | 22 de setembre de 2009 | Kitt Peak            | Spacewatch             |
| 269438          | 2009 SY202             | 22 de setembre de 2009 | Kitt Peak            | Spacewatch             |
| 269439          | 2009 SV204             | 22 de setembre de 2009 | Kitt Peak            | Spacewatch             |
| 269440          | 2009 SE206             | 23 de setembre de 2009 | Kitt Peak            | Spacewatch             |
| 269441          | 2009 SJ212             | 23 de setembre de 2009 | Kitt Peak            | Spacewatch             |
| 269442          | 2009 SC220             | 24 de setembre de 2009 | Mount Lemmon         | Mt. Lemmon Survey      |
| 269443          | 2009 SP224             | 25 de setembre de 2009 | Kitt Peak            | Spacewatch             |
| 269444          | 2009 SR230             | 16 de setembre de 2009 | Mount Lemmon         | Mt. Lemmon Survey      |
| 269445          | 2009 SZ233             | 23 de setembre de 2009 | Mount Lemmon         | Mt. Lemmon Survey      |
| 269446          | 2009 SJ238             | 17 de juny de 2005     | Mount Lemmon         | Mt. Lemmon Survey      |
| 269447          | 2009 SH245             | 28 de setembre de 2009 | Tzec Maun            | Tzec Maun              |
| 269448          | 2009 SA250             | 18 de setembre de 2009 | Kitt Peak            | Spacewatch             |
| 269449          | 2009 SC253             | 22 de setembre de 2009 | Mount Lemmon         | Mt. Lemmon Survey      |
| 269450          | 2009 SD253             | 22 de setembre de 2009 | Mount Lemmon         | Mt. Lemmon Survey      |
| 269451          | 2009 SE256             | 21 de setembre de 2009 | Mount Lemmon         | Mt. Lemmon Survey      |
| 269452          | 2009 SM267             | 23 de setembre de 2009 | Mount Lemmon         | Mt. Lemmon Survey      |
| 269453          | 2009 SY270             | 24 de setembre de 2009 | Kitt Peak            | Spacewatch             |
| 269454          | 2009 SC272             | 24 de setembre de 2009 | Kitt Peak            | Spacewatch             |
| 269455          | 2009 SA276             | 25 de setembre de 2009 | Kitt Peak            | Spacewatch             |
| 269456          | 2009 SB277             | 25 de setembre de 2009 | Kitt Peak            | Spacewatch             |
| 269457          | 2009 SQ289             | 25 de setembre de 2009 | Kitt Peak            | Spacewatch             |
| 269458          | 2009 SW297             | 28 de setembre de 2009 | Mount Lemmon         | Mt. Lemmon Survey      |
| 269459          | 2009 SJ333             | 25 de setembre de 2009 | Catalina             | CSS                    |
| 269460          | 2009 SB336             | 23 de setembre de 2009 | Kitt Peak            | Spacewatch             |
| 269461          | 2009 SA345             | 18 de setembre de 2009 | Kitt Peak            | Spacewatch             |
| 269462          | 2009 SE346             | 23 de setembre de 2009 | Kitt Peak            | Spacewatch             |
| 269463          | 2009 SZ347             | 16 de setembre de 2009 | Kitt Peak            | Spacewatch             |
| 269464          | 2009 SK348             | 24 de setembre de 2009 | Catalina             | CSS                    |
| 269465          | 2009 SF350             | 22 de setembre de 2009 | Mount Lemmon         | Mt. Lemmon Survey      |
| 269466          | 2009 SR360             | 16 de setembre de 2009 | Mount Lemmon         | Mt. Lemmon Survey      |
| 269467          | 2009 SM361             | 27 de setembre de 2009 | Socorro              | LINEAR                 |
| 269468          | 2009 SP363             | 20 de setembre de 2009 | Kitt Peak            | Spacewatch             |
| 269469          | 2009 TB18              | 15 d'octubre de 2009   | La Sagra             | La Sagra               |
| 269470          | 2009 TF20              | 11 d'octubre de 2009   | Catalina             | CSS                    |
| 269471          | 2009 TP21              | 12 d'octubre de 2009   | La Sagra             | La Sagra               |
| 269472          | 2009 TB24              | 14 d'octubre de 2009   | Catalina             | CSS                    |
| 269473          | 2009 TR25              | 14 d'octubre de 2009   | Catalina             | CSS                    |
| 269474          | 2009 TG27              | 14 d'octubre de 2009   | La Sagra             | La Sagra               |
| 269475          | 2009 TQ32              | 14 d'octubre de 2009   | Catalina             | CSS                    |
| 269476          | 2009 TR34              | 12 d'octubre de 2009   | La Sagra             | La Sagra               |
| 269477          | 2009 TM35              | 14 d'octubre de 2009   | La Sagra             | La Sagra               |
| 269478          | 2009 TP35              | 14 d'octubre de 2009   | La Sagra             | La Sagra               |
| 269479          | 2009 TH36              | 14 d'octubre de 2009   | Catalina             | CSS                    |
| 269480          | 2009 TC39              | 15 d'octubre de 2009   | Catalina             | CSS                    |
| 269481          | 2009 TC42              | 12 d'octubre de 2009   | Mount Lemmon         | Mt. Lemmon Survey      |
| 269482          | 2009 TO42              | 12 d'octubre de 2009   | Mount Lemmon         | Mt. Lemmon Survey      |
| 269483          | 2009 TB44              | 14 d'octubre de 2009   | Mount Lemmon         | Mt. Lemmon Survey      |
| 269484 Marcia   | 2009 UB4               | 19 d'octubre de 2009   | Falera               | J. De Queiroz          |
| 269485 Bisikalo | 2009 UQ14              | 21 d'octubre de 2009   | Zelenchukskaya S     | T. V. Kryachko         |
| 269486          | 2009 UW15              | 17 d'octubre de 2009   | La Sagra             | La Sagra               |
| 269487          | 2009 UW17              | 20 d'octubre de 2009   | Mayhill              | Mayhill                |
| 269488          | 2009 UJ18              | 17 d'octubre de 2009   | Bisei SG Center      | BATTeRS                |
| 269489          | 2009 UY20              | 22 d'octubre de 2009   | Bisei SG Center      | BATTeRS                |
| 269490          | 2009 UH23              | 18 d'octubre de 2009   | La Sagra             | La Sagra               |
| 269491          | 2009 UR25              | 20 d'octubre de 2009   | Socorro              | LINEAR                 |
| 269492          | 2009 UG30              | 18 d'octubre de 2009   | Mount Lemmon         | Mt. Lemmon Survey      |
| 269493          | 2009 UF31              | 18 d'octubre de 2009   | Mount Lemmon         | Mt. Lemmon Survey      |
| 269494          | 2009 UU31              | 18 d'octubre de 2009   | Mount Lemmon         | Mt. Lemmon Survey      |
| 269495          | 2009 UB32              | 18 d'octubre de 2009   | Mount Lemmon         | Mt. Lemmon Survey      |
| 269496          | 2009 UC35              | 21 d'octubre de 2009   | Mount Lemmon         | Mt. Lemmon Survey      |
| 269497          | 2009 UR37              | 22 d'octubre de 2009   | Mount Lemmon         | Mt. Lemmon Survey      |
| 269498          | 2009 US51              | 22 d'octubre de 2009   | Mount Lemmon         | Mt. Lemmon Survey      |
| 269499          | 2009 UD53              | 22 d'octubre de 2009   | Catalina             | CSS                    |
| 269500          | 2009 UT59              | 23 d'octubre de 2009   | Kitt Peak            | Spacewatch             |

## 269501-269600
| Nom              | Designació provisional | Data de descobriment   | Lloc de descobriment | Descobridor/s              |
| ---------------- | ---------------------- | ---------------------- | -------------------- | -------------------------- |
| 269501           | 2009 UG72              | 23 d'octubre de 2009   | Mount Lemmon         | Mt. Lemmon Survey          |
| 269502           | 2009 UZ72              | 23 d'octubre de 2009   | Kitt Peak            | Spacewatch                 |
| 269503           | 2009 UX80              | 22 d'octubre de 2009   | Catalina             | CSS                        |
| 269504           | 2009 UT88              | 22 d'octubre de 2009   | Catalina             | CSS                        |
| 269505           | 2009 UA89              | 24 d'octubre de 2009   | Catalina             | CSS                        |
| 269506           | 2009 UY89              | 17 d'octubre de 2009   | La Sagra             | La Sagra                   |
| 269507           | 2009 UU91              | 18 d'octubre de 2009   | Catalina             | CSS                        |
| 269508           | 2009 UX95              | 22 d'octubre de 2009   | Mount Lemmon         | Mt. Lemmon Survey          |
| 269509           | 2009 UQ98              | 23 d'octubre de 2009   | Mount Lemmon         | Mt. Lemmon Survey          |
| 269510           | 2009 UE99              | 23 d'octubre de 2009   | Mount Lemmon         | Mt. Lemmon Survey          |
| 269511           | 2009 UH108             | 23 d'octubre de 2009   | Kitt Peak            | Spacewatch                 |
| 269512           | 2009 UL109             | 23 d'octubre de 2009   | Kitt Peak            | Spacewatch                 |
| 269513           | 2009 UV109             | 23 d'octubre de 2009   | Mount Lemmon         | Mt. Lemmon Survey          |
| 269514           | 2009 UL110             | 23 d'octubre de 2009   | Kitt Peak            | Spacewatch                 |
| 269515           | 2009 UA115             | 21 d'octubre de 2009   | Mount Lemmon         | Mt. Lemmon Survey          |
| 269516           | 2009 UN127             | 26 d'octubre de 2009   | La Sagra             | La Sagra                   |
| 269517           | 2009 UD129             | 28 d'octubre de 2009   | La Sagra             | La Sagra                   |
| 269518           | 2009 UQ132             | 16 d'octubre de 2009   | Catalina             | CSS                        |
| 269519           | 2009 US146             | 23 d'octubre de 2009   | Kitt Peak            | Spacewatch                 |
| 269520           | 2009 UC147             | 26 d'octubre de 2009   | Mount Lemmon         | Mt. Lemmon Survey          |
| 269521           | 2009 UU147             | 17 d'octubre de 2009   | Mount Lemmon         | Mt. Lemmon Survey          |
| 269522           | 2009 UP152             | 27 d'octubre de 2009   | Mount Lemmon         | Mt. Lemmon Survey          |
| 269523           | 2009 VR7               | 8 de novembre de 2009  | Catalina             | CSS                        |
| 269524           | 2009 VX16              | 8 de novembre de 2009  | Mount Lemmon         | Mt. Lemmon Survey          |
| 269525           | 2009 VB27              | 8 de novembre de 2009  | Kitt Peak            | Spacewatch                 |
| 269526           | 2009 VQ41              | 9 de novembre de 2009  | Catalina             | CSS                        |
| 269527           | 2009 VY42              | 9 de novembre de 2009  | Kitt Peak            | Spacewatch                 |
| 269528           | 2009 VN44              | 15 de novembre de 2009 | Mayhill              | Mayhill                    |
| 269529           | 2009 VG48              | 9 de novembre de 2009  | Mount Lemmon         | Mt. Lemmon Survey          |
| 269530           | 2009 VF60              | 10 de novembre de 2009 | Catalina             | CSS                        |
| 269531           | 2009 VR65              | 9 de novembre de 2009  | Kitt Peak            | Spacewatch                 |
| 269532           | 2009 VU66              | 9 de novembre de 2009  | Kitt Peak            | Spacewatch                 |
| 269533           | 2009 VH69              | 9 de novembre de 2009  | Mount Lemmon         | Mt. Lemmon Survey          |
| 269534           | 2009 VA82              | 8 de novembre de 2009  | Kitt Peak            | Spacewatch                 |
| 269535           | 2009 VK82              | 8 de novembre de 2009  | Kitt Peak            | Spacewatch                 |
| 269536           | 2009 VG83              | 9 de novembre de 2009  | Kitt Peak            | Spacewatch                 |
| 269537           | 2009 VF84              | 9 de novembre de 2009  | Kitt Peak            | Spacewatch                 |
| 269538           | 2009 VZ85              | 10 de novembre de 2009 | Kitt Peak            | Spacewatch                 |
| 269539           | 2009 VD92              | 12 de novembre de 2009 | La Sagra             | La Sagra                   |
| 269540           | 2009 VJ92              | 8 de novembre de 2009  | Mount Lemmon         | Mt. Lemmon Survey          |
| 269541           | 2009 VT93              | 11 de novembre de 2009 | Mount Lemmon         | Mt. Lemmon Survey          |
| 269542           | 2009 VK94              | 8 de novembre de 2009  | Kitt Peak            | Spacewatch                 |
| 269543           | 2009 VQ95              | 10 de novembre de 2009 | Kitt Peak            | Spacewatch                 |
| 269544           | 2009 VC104             | 15 de novembre de 2009 | Catalina             | CSS                        |
| 269545           | 2009 VN106             | 11 de novembre de 2009 | Catalina             | CSS                        |
| 269546           | 2009 VE108             | 8 de novembre de 2009  | Kitt Peak            | Spacewatch                 |
| 269547           | 2009 VG111             | 11 de novembre de 2009 | La Sagra             | La Sagra                   |
| 269548           | 2009 WR                | 16 de novembre de 2009 | Plana                | F. Fratev                  |
| 269549           | 2009 WS5               | 12 de desembre de 1999 | Kitt Peak            | Spacewatch                 |
| 269550 Chur      | 2009 WT5               | 16 de novembre de 2009 | Falera               | J. De Queiroz              |
| 269551           | 2009 WU8               | 19 de novembre de 2009 | Vail-Jarnac          | Jarnac                     |
| 269552           | 2009 WZ14              | 16 de novembre de 2009 | Mount Lemmon         | Mt. Lemmon Survey          |
| 269553           | 2009 WX15              | 16 de novembre de 2009 | La Sagra             | La Sagra                   |
| 269554           | 2009 WD25              | 21 de novembre de 2009 | Calvin-Rehoboth      | L. A. Molnar               |
| 269555           | 2009 WF27              | 16 de novembre de 2009 | Kitt Peak            | Spacewatch                 |
| 269556           | 2009 WM33              | 16 de novembre de 2009 | Kitt Peak            | Spacewatch                 |
| 269557           | 2009 WW33              | 16 de novembre de 2009 | Kitt Peak            | Spacewatch                 |
| 269558           | 2009 WM41              | 25 de març de 2006     | Kitt Peak            | Spacewatch                 |
| 269559           | 2009 WY46              | 18 de novembre de 2009 | Mount Lemmon         | Mt. Lemmon Survey          |
| 269560           | 2009 WQ50              | 19 de novembre de 2009 | La Sagra             | La Sagra                   |
| 269561           | 2009 WK68              | 5 de gener de 2006     | Kitt Peak            | Spacewatch                 |
| 269562           | 2009 WM68              | 17 de novembre de 2009 | Mount Lemmon         | Mt. Lemmon Survey          |
| 269563           | 2009 WR73              | 18 de novembre de 2009 | Kitt Peak            | Spacewatch                 |
| 269564           | 2009 WW73              | 18 de novembre de 2009 | Kitt Peak            | Spacewatch                 |
| 269565           | 2009 WT82              | 19 de novembre de 2009 | Kitt Peak            | Spacewatch                 |
| 269566           | 2009 WT85              | 19 de novembre de 2009 | Kitt Peak            | Spacewatch                 |
| 269567 Bakhtinov | 2009 WK105             | 24 de novembre de 2009 | Tzec Maun            | V. Nevski                  |
| 269568           | 2009 WS105             | 25 de novembre de 2009 | Tzec Maun            | D. Chestnov, A. Novichonok |
| 269569           | 2009 WO123             | 20 de novembre de 2009 | Kitt Peak            | Spacewatch                 |
| 269570           | 2009 WQ125             | 20 de novembre de 2009 | Kitt Peak            | Spacewatch                 |
| 269571           | 2009 WP161             | 21 de novembre de 2009 | Kitt Peak            | Spacewatch                 |
| 269572           | 2009 WF176             | 23 de novembre de 2009 | Kitt Peak            | Spacewatch                 |
| 269573           | 2009 WC179             | 23 de novembre de 2009 | Kitt Peak            | Spacewatch                 |
| 269574           | 2009 WN182             | 23 de novembre de 2009 | Kitt Peak            | Spacewatch                 |
| 269575           | 2009 WE197             | 25 de novembre de 2009 | Mount Lemmon         | Mt. Lemmon Survey          |
| 269576           | 2009 WT198             | 26 de novembre de 2009 | Mount Lemmon         | Mt. Lemmon Survey          |
| 269577           | 2009 WM199             | 26 de novembre de 2009 | Mount Lemmon         | Mt. Lemmon Survey          |
| 269578           | 2009 WR203             | 16 de novembre de 2009 | Kitt Peak            | Spacewatch                 |
| 269579           | 2009 WS204             | 17 de novembre de 2009 | Kitt Peak            | Spacewatch                 |
| 269580           | 2009 WL215             | 26 de novembre de 2009 | Catalina             | CSS                        |
| 269581           | 2009 WN217             | 16 de novembre de 2009 | Mount Lemmon         | Mt. Lemmon Survey          |
| 269582           | 2009 WX222             | 16 de novembre de 2009 | Mount Lemmon         | Mt. Lemmon Survey          |
| 269583           | 2009 WO230             | 17 de novembre de 2009 | Kitt Peak            | Spacewatch                 |
| 269584           | 2009 WR250             | 24 de novembre de 2009 | Kitt Peak            | Spacewatch                 |
| 269585           | 2009 WO251             | 27 de novembre de 2009 | Mount Lemmon         | Mt. Lemmon Survey          |
| 269586           | 2009 WJ254             | 17 de novembre de 2009 | Kitt Peak            | Spacewatch                 |
| 269587           | 2009 WB260             | 21 de novembre de 2009 | Kitt Peak            | Spacewatch                 |
| 269588           | 2009 WR260             | 21 de novembre de 2009 | Kitt Peak            | Spacewatch                 |
| 269589 Kryachko  | 2009 XN1               | 10 de desembre de 2009 | Tzec Maun            | V. Nevski                  |
| 269590           | 2009 XC4               | 10 de desembre de 2009 | Mount Lemmon         | Mt. Lemmon Survey          |
| 269591           | 2009 XO7               | 12 de desembre de 2009 | La Sagra             | La Sagra                   |
| 269592           | 2009 XA13              | 8 d'abril de 2002      | Kitt Peak            | Spacewatch                 |
| 269593           | 2009 YU2               | 17 de desembre de 2009 | Mount Lemmon         | Mt. Lemmon Survey          |
| 269594           | 2010 AM36              | 7 de gener de 2010     | Kitt Peak            | Spacewatch                 |
| 269595           | 2010 AZ79              | 12 de gener de 2010    | Kitt Peak            | Spacewatch                 |
| 269596           | 2010 AY96              | 9 de gener de 2010     | WISE                 | WISE                       |
| 269597           | 2010 AC99              | 12 de gener de 2010    | WISE                 | WISE                       |
| 269598           | 2010 BF70              | 3 de desembre de 2004  | Kitt Peak            | Spacewatch                 |
| 269599           | 2010 BR80              | 25 de gener de 2010    | WISE                 | WISE                       |
| 269600           | 2010 BR85              | 3 de novembre de 2004  | Catalina             | CSS                        |

## 269601-269700
| Nom    | Designació provisional | Data de descobriment   | Lloc de descobriment | Descobridor/s                                          |
| ------ | ---------------------- | ---------------------- | -------------------- | ------------------------------------------------------ |
| 269601 | 2010 CX1               | 5 de febrer de 2010    | Catalina             | CSS                                                    |
| 269602 | 2010 CY18              | 6 de febrer de 2010    | Mount Lemmon         | Mt. Lemmon Survey                                      |
| 269603 | 2010 CH22              | 9 de febrer de 2010    | Catalina             | CSS                                                    |
| 269604 | 2010 CF32              | 9 de febrer de 2010    | Kitt Peak            | Spacewatch                                             |
| 269605 | 2010 CG32              | 9 de febrer de 2010    | Kitt Peak            | Spacewatch                                             |
| 269606 | 2010 CU52              | 14 de febrer de 2010   | WISE                 | WISE                                                   |
| 269607 | 2010 CG89              | 14 de febrer de 2010   | Mount Lemmon         | Mt. Lemmon Survey                                      |
| 269608 | 2010 CF108             | 14 de febrer de 2010   | Catalina             | CSS                                                    |
| 269609 | 2010 CH139             | 9 de febrer de 2010    | Kitt Peak            | Spacewatch                                             |
| 269610 | 2010 CQ143             | 9 de febrer de 2010    | Kitt Peak            | Spacewatch                                             |
| 269611 | 2010 CQ191             | 11 de gener de 2003    | Kitt Peak            | Spacewatch                                             |
| 269612 | 2010 CJ198             | 14 de febrer de 2010   | WISE                 | WISE                                                   |
| 269613 | 2010 DE14              | 17 de febrer de 2010   | WISE                 | WISE                                                   |
| 269614 | 2010 DU52              | 22 de febrer de 2010   | WISE                 | WISE                                                   |
| 269615 | 2010 DB76              | 18 de febrer de 2010   | Mount Lemmon         | Mt. Lemmon Survey                                      |
| 269616 | 2010 EO111             | 4 de març de 2010      | Kitt Peak            | Spacewatch                                             |
| 269617 | 2010 JY122             | 14 de maig de 2010     | Kitt Peak            | Spacewatch                                             |
| 269618 | 2010 KU117             | 18 de maig de 2010     | La Sagra             | La Sagra                                               |
| 269619 | 2010 SL16              | 13 de maig de 2007     | Mount Lemmon         | Mt. Lemmon Survey                                      |
| 269620 | 2010 UJ58              | 5 de setembre de 2008  | Kitt Peak            | Spacewatch                                             |
| 269621 | 2010 UX96              | 10 de març de 2002     | Palomar              | NEAT                                                   |
| 269622 | 2010 VF38              | 9 d'octubre de 2010    | Catalina             | CSS                                                    |
| 269623 | 2010 VA173             | 18 de novembre de 1998 | Kitt Peak            | M. W. Buie                                             |
| 269624 | 2010 VQ180             | 20 de desembre de 2004 | Mount Lemmon         | Mt. Lemmon Survey                                      |
| 269625 | 2010 XE51              | 18 de desembre de 2001 | Socorro              | LINEAR                                                 |
| 269626 | 2010 XZ75              | 6 de desembre de 2000  | Kitt Peak            | Spacewatch                                             |
| 269627 | 2011 AV                | 18 de desembre de 2004 | Kitt Peak            | Spacewatch                                             |
| 269628 | 2011 AN23              | 31 de gener de 1997    | Prescott             | P. G. Comba                                            |
| 269629 | 2011 AD27              | 23 de gener de 2006    | Kitt Peak            | Spacewatch                                             |
| 269630 | 2011 AO28              | 26 de febrer de 2006   | Anderson Mesa        | LONEOS                                                 |
| 269631 | 2011 AG29              | 15 de gener de 1997    | Campo Imperatore     | CINEOS                                                 |
| 269632 | 2011 AK34              | 24 d'octubre de 2005   | Mauna Kea            | A. Boattini                                            |
| 269633 | 2011 AJ44              | 29 de febrer de 2000   | Socorro              | LINEAR                                                 |
| 269634 | 2011 AE45              | 6 de març de 1994      | Kitt Peak            | Spacewatch                                             |
| 269635 | 2011 AS45              | 19 de setembre de 1998 | Caussols             | ODAS                                                   |
| 269636 | 2011 AU45              | 15 d'octubre de 2004   | Mount Lemmon         | Mt. Lemmon Survey                                      |
| 269637 | 2011 AF46              | 10 de gener de 1997    | Kitt Peak            | Spacewatch                                             |
| 269638 | 2011 AM53              | 6 de novembre de 2005  | Mount Lemmon         | Mt. Lemmon Survey                                      |
| 269639 | 2011 AV59              | 14 de setembre de 2004 | Anderson Mesa        | LONEOS                                                 |
| 269640 | 2011 AM74              | 3 de febrer de 2000    | Socorro              | LINEAR                                                 |
| 269641 | 4245 P-L               | 24 de setembre de 1960 | Palomar              | C. J. van Houten, I. van Houten-Groeneveld, T. Gehrels |
| 269642 | 6215 P-L               | 24 de setembre de 1960 | Palomar              | C. J. van Houten, I. van Houten-Groeneveld, T. Gehrels |
| 269643 | 6765 P-L               | 24 de setembre de 1960 | Palomar              | C. J. van Houten, I. van Houten-Groeneveld, T. Gehrels |
| 269644 | 2642 T-3               | 16 d'octubre de 1977   | Palomar              | C. J. van Houten, I. van Houten-Groeneveld, T. Gehrels |
| 269645 | 1991 VX8               | 4 de novembre de 1991  | Kitt Peak            | Spacewatch                                             |
| 269646 | 1991 VR9               | 4 de novembre de 1991  | Kitt Peak            | Spacewatch                                             |
| 269647 | 1992 HF2               | 27 d'abril de 1992     | Kitt Peak            | Spacewatch                                             |
| 269648 | 1992 QE3               | 25 d'agost de 1992     | Palomar              | A. Lowe                                                |
| 269649 | 1993 BG11              | 22 de gener de 1993    | Kitt Peak            | Spacewatch                                             |
| 269650 | 1994 GR4               | 6 d'abril de 1994      | Kitt Peak            | Spacewatch                                             |
| 269651 | 1994 GS7               | 12 d'abril de 1994     | Kitt Peak            | Spacewatch                                             |
| 269652 | 1994 PE31              | 12 d'agost de 1994     | La Silla             | E. W. Elst                                             |
| 269653 | 1994 RR7               | 12 de setembre de 1994 | Kitt Peak            | Spacewatch                                             |
| 269654 | 1994 SS2               | 28 de setembre de 1994 | Kitt Peak            | Spacewatch                                             |
| 269655 | 1995 BU9               | 29 de gener de 1995    | Kitt Peak            | Spacewatch                                             |
| 269656 | 1995 CD5               | 1 de febrer de 1995    | Kitt Peak            | Spacewatch                                             |
| 269657 | 1995 FP3               | 23 de març de 1995     | Kitt Peak            | Spacewatch                                             |
| 269658 | 1995 FQ3               | 23 de març de 1995     | Kitt Peak            | Spacewatch                                             |
| 269659 | 1995 FK5               | 23 de març de 1995     | Kitt Peak            | Spacewatch                                             |
| 269660 | 1995 GU5               | 6 d'abril de 1995      | Kitt Peak            | Spacewatch                                             |
| 269661 | 1995 MJ1               | 22 de juny de 1995     | Kitt Peak            | Spacewatch                                             |
| 269662 | 1995 MR5               | 23 de juny de 1995     | Kitt Peak            | Spacewatch                                             |
| 269663 | 1995 MP7               | 30 de juny de 1995     | Kitt Peak            | Spacewatch                                             |
| 269664 | 1995 OB13              | 22 de juliol de 1995   | Kitt Peak            | Spacewatch                                             |
| 269665 | 1995 SV25              | 19 de setembre de 1995 | Kitt Peak            | Spacewatch                                             |
| 269666 | 1995 SU28              | 20 de setembre de 1995 | Kitt Peak            | Spacewatch                                             |
| 269667 | 1995 SW38              | 24 de setembre de 1995 | Kitt Peak            | Spacewatch                                             |
| 269668 | 1995 SB46              | 26 de setembre de 1995 | Kitt Peak            | Spacewatch                                             |
| 269669 | 1995 SV51              | 26 de setembre de 1995 | Kitt Peak            | Spacewatch                                             |
| 269670 | 1995 SM61              | 20 de setembre de 1995 | Kitt Peak            | Spacewatch                                             |
| 269671 | 1995 SH78              | 30 de setembre de 1995 | Kitt Peak            | Spacewatch                                             |
| 269672 | 1995 UR15              | 17 d'octubre de 1995   | Kitt Peak            | Spacewatch                                             |
| 269673 | 1995 UE22              | 19 d'octubre de 1995   | Kitt Peak            | Spacewatch                                             |
| 269674 | 1995 UH24              | 19 d'octubre de 1995   | Kitt Peak            | Spacewatch                                             |
| 269675 | 1995 UX56              | 25 d'octubre de 1995   | Kitt Peak            | Spacewatch                                             |
| 269676 | 1995 UB62              | 24 d'octubre de 1995   | Kitt Peak            | Spacewatch                                             |
| 269677 | 1995 UK65              | 27 d'octubre de 1995   | Kitt Peak            | Spacewatch                                             |
| 269678 | 1995 UF80              | 24 d'octubre de 1995   | Kitt Peak            | Spacewatch                                             |
| 269679 | 1995 VZ8               | 14 de novembre de 1995 | Kitt Peak            | Spacewatch                                             |
| 269680 | 1995 WA12              | 16 de novembre de 1995 | Kitt Peak            | Spacewatch                                             |
| 269681 | 1995 WB12              | 16 de novembre de 1995 | Kitt Peak            | Spacewatch                                             |
| 269682 | 1995 WD17              | 17 de novembre de 1995 | Kitt Peak            | Spacewatch                                             |
| 269683 | 1995 WD33              | 20 de novembre de 1995 | Kitt Peak            | Spacewatch                                             |
| 269684 | 1995 YF18              | 22 de desembre de 1995 | Kitt Peak            | Spacewatch                                             |
| 269685 | 1996 BQ10              | 24 de gener de 1996    | Kitt Peak            | Spacewatch                                             |
| 269686 | 1996 EH8               | 12 de març de 1996     | Kitt Peak            | Spacewatch                                             |
| 269687 | 1996 GR6               | 12 d'abril de 1996     | Kitt Peak            | Spacewatch                                             |
| 269688 | 1996 JJ11              | 15 de maig de 1996     | Kitt Peak            | Spacewatch                                             |
| 269689 | 1996 LL2               | 8 de juny de 1996      | Kitt Peak            | Spacewatch                                             |
| 269690 | 1996 RG3               | 14 de setembre de 1996 | Kitt Peak            | Spacewatch                                             |
| 269691 | 1996 RR7               | 5 de setembre de 1996  | Kitt Peak            | Spacewatch                                             |
| 269692 | 1996 TN16              | 4 d'octubre de 1996    | Kitt Peak            | Spacewatch                                             |
| 269693 | 1996 TY30              | 8 d'octubre de 1996    | Kitt Peak            | Spacewatch                                             |
| 269694 | 1996 UF3               | 31 d'octubre de 1996   | Prescott             | P. G. Comba                                            |
| 269695 | 1996 VW1               | 6 de novembre de 1996  | Stroncone            | A. Vagnozzi                                            |
| 269696 | 1997 GE10              | 3 d'abril de 1997      | Socorro              | LINEAR                                                 |
| 269697 | 1997 HS9               | 30 d'abril de 1997     | Socorro              | LINEAR                                                 |
| 269698 | 1997 MV9               | 27 de juny de 1997     | Kitt Peak            | Spacewatch                                             |
| 269699 | 1997 NO2               | 3 de juliol de 1997    | Kitt Peak            | Spacewatch                                             |
| 269700 | 1997 PZ3               | 12 d'agost de 1997     | Pises                | Pises                                                  |

## 269701-269800
| Nom              | Designació provisional | Data de descobriment   | Lloc de descobriment | Descobridor/s                        |
| ---------------- | ---------------------- | ---------------------- | -------------------- | ------------------------------------ |
| 269701           | 1997 TA11              | 3 d'octubre de 1997    | Kitt Peak            | Spacewatch                           |
| 269702           | 1997 TP21              | 4 d'octubre de 1997    | Kitt Peak            | Spacewatch                           |
| 269703           | 1997 UR7               | 23 d'octubre de 1997   | Ondrejov             | L. Sarounova                         |
| 269704           | 1997 UR17              | 25 d'octubre de 1997   | Kitt Peak            | Spacewatch                           |
| 269705           | 1997 UR24              | 31 d'octubre de 1997   | Bergisch Gladbac     | W. Bickel                            |
| 269706           | 1997 WX7               | 23 de novembre de 1997 | Chichibu             | N. Sato                              |
| 269707           | 1998 BB22              | 23 de gener de 1998    | Kitt Peak            | Spacewatch                           |
| 269708           | 1998 DO12              | 24 de febrer de 1998   | Kitt Peak            | Spacewatch                           |
| 269709           | 1998 DF23              | 24 de febrer de 1998   | Kitt Peak            | Spacewatch                           |
| 269710           | 1998 FM2               | 20 de març de 1998     | Socorro              | LINEAR                               |
| 269711           | 1998 FM6               | 18 de març de 1998     | Kitt Peak            | Spacewatch                           |
| 269712           | 1998 FZ120             | 20 de març de 1998     | Socorro              | LINEAR                               |
| 269713           | 1998 HU42              | 23 d'abril de 1998     | Kitt Peak            | Spacewatch                           |
| 269714           | 1998 HG142             | 21 d'abril de 1998     | Socorro              | LINEAR                               |
| 269715           | 1998 KN40              | 22 de maig de 1998     | Socorro              | LINEAR                               |
| 269716           | 1998 MM16              | 27 de juny de 1998     | Kitt Peak            | Spacewatch                           |
| 269717           | 1998 QO                | 17 d'agost de 1998     | Socorro              | LINEAR                               |
| 269718           | 1998 QG3               | 17 d'agost de 1998     | Socorro              | LINEAR                               |
| 269719           | 1998 QH56              | 28 d'agost de 1998     | Socorro              | LINEAR                               |
| 269720           | 1998 QK58              | 30 d'agost de 1998     | Kitt Peak            | Spacewatch                           |
| 269721           | 1998 QE96              | 19 d'agost de 1998     | Socorro              | LINEAR                               |
| 269722           | 1998 RY4               | 14 de setembre de 1998 | Socorro              | LINEAR                               |
| 269723           | 1998 RU9               | 13 de setembre de 1998 | Kitt Peak            | Spacewatch                           |
| 269724           | 1998 RP23              | 14 de setembre de 1998 | Socorro              | LINEAR                               |
| 269725           | 1998 RQ43              | 14 de setembre de 1998 | Socorro              | LINEAR                               |
| 269726           | 1998 RQ65              | 14 de setembre de 1998 | Socorro              | LINEAR                               |
| 269727           | 1998 SL3               | 17 de setembre de 1998 | Caussols             | ODAS                                 |
| 269728           | 1998 SM29              | 18 de setembre de 1998 | Kitt Peak            | Spacewatch                           |
| 269729           | 1998 SH40              | 24 de setembre de 1998 | Kitt Peak            | Spacewatch                           |
| 269730           | 1998 SQ60              | 17 de setembre de 1998 | Anderson Mesa        | LONEOS                               |
| 269731           | 1998 SG63              | 26 de setembre de 1998 | Xinglong             | Beijing Schmidt CCD Asteroid Program |
| 269732           | 1998 SG86              | 26 de setembre de 1998 | Socorro              | LINEAR                               |
| 269733           | 1998 SW93              | 26 de setembre de 1998 | Socorro              | LINEAR                               |
| 269734           | 1998 SP110             | 26 de setembre de 1998 | Socorro              | LINEAR                               |
| 269735           | 1998 SS124             | 26 de setembre de 1998 | Socorro              | LINEAR                               |
| 269736           | 1998 SH162             | 26 de setembre de 1998 | Socorro              | LINEAR                               |
| 269737           | 1998 SR165             | 18 de setembre de 1998 | Catalina             | CSS                                  |
| 269738           | 1998 TF10              | 12 d'octubre de 1998   | Kitt Peak            | Spacewatch                           |
| 269739           | 1998 TB11              | 12 d'octubre de 1998   | Kitt Peak            | Spacewatch                           |
| 269740           | 1998 TF36              | 15 d'octubre de 1998   | Xinglong             | Beijing Schmidt CCD Asteroid Program |
| 269741           | 1998 UY8               | 17 d'octubre de 1998   | Xinglong             | Beijing Schmidt CCD Asteroid Program |
| 269742           | 1998 UH23              | 23 d'octubre de 1998   | Piszkesteto          | L. Kiss, K. Sarneczky                |
| 269743           | 1998 VX42              | 15 de novembre de 1998 | Kitt Peak            | Spacewatch                           |
| 269744           | 1998 WB5               | 21 de novembre de 1998 | Catalina             | CSS                                  |
| 269745           | 1998 WU8               | 27 de novembre de 1998 | Visnjan              | K. Korlevic                          |
| 269746           | 1998 WW25              | 16 de novembre de 1998 | Kitt Peak            | Spacewatch                           |
| 269747           | 1998 WL29              | 23 de novembre de 1998 | Kitt Peak            | Spacewatch                           |
| 269748           | 1998 WO40              | 23 de novembre de 1998 | Kitt Peak            | Spacewatch                           |
| 269749           | 1998 XT5               | 8 de desembre de 1998  | Kitt Peak            | Spacewatch                           |
| 269750           | 1998 XA23              | 11 de desembre de 1998 | Kitt Peak            | Spacewatch                           |
| 269751           | 1999 AC32              | 15 de gener de 1999    | Kitt Peak            | Spacewatch                           |
| 269752           | 1999 BW31              | 19 de gener de 1999    | Kitt Peak            | Spacewatch                           |
| 269753           | 1999 RS73              | 7 de setembre de 1999  | Socorro              | LINEAR                               |
| 269754           | 1999 RW104             | 8 de setembre de 1999  | Socorro              | LINEAR                               |
| 269755           | 1999 RH147             | 9 de setembre de 1999  | Socorro              | LINEAR                               |
| 269756           | 1999 RM169             | 9 de setembre de 1999  | Socorro              | LINEAR                               |
| 269757           | 1999 RR189             | 9 de setembre de 1999  | Socorro              | LINEAR                               |
| 269758           | 1999 RJ220             | 4 de setembre de 1999  | Catalina             | CSS                                  |
| 269759           | 1999 RJ239             | 8 de setembre de 1999  | Catalina             | CSS                                  |
| 269760           | 1999 SS5               | 30 de setembre de 1999 | Socorro              | LINEAR                               |
| 269761           | 1999 SN21              | 30 de setembre de 1999 | Kitt Peak            | Spacewatch                           |
| 269762 Nocentini | 1999 TN4               | 4 d'octubre de 1999    | Ceccano              | G. Masi                              |
| 269763           | 1999 TD32              | 4 d'octubre de 1999    | Socorro              | LINEAR                               |
| 269764           | 1999 TZ38              | 3 d'octubre de 1999    | Catalina             | CSS                                  |
| 269765           | 1999 TL46              | 4 d'octubre de 1999    | Kitt Peak            | Spacewatch                           |
| 269766           | 1999 TW58              | 6 d'octubre de 1999    | Kitt Peak            | Spacewatch                           |
| 269767           | 1999 TK59              | 7 d'octubre de 1999    | Kitt Peak            | Spacewatch                           |
| 269768           | 1999 TM61              | 7 d'octubre de 1999    | Kitt Peak            | Spacewatch                           |
| 269769           | 1999 TP62              | 7 d'octubre de 1999    | Kitt Peak            | Spacewatch                           |
| 269770           | 1999 TV66              | 8 d'octubre de 1999    | Kitt Peak            | Spacewatch                           |
| 269771           | 1999 TW71              | 9 d'octubre de 1999    | Kitt Peak            | Spacewatch                           |
| 269772           | 1999 TJ76              | 10 d'octubre de 1999   | Kitt Peak            | Spacewatch                           |
| 269773           | 1999 TL87              | 15 d'octubre de 1999   | Kitt Peak            | Spacewatch                           |
| 269774           | 1999 TE103             | 2 d'octubre de 1999    | Socorro              | LINEAR                               |
| 269775           | 1999 TJ111             | 4 d'octubre de 1999    | Socorro              | LINEAR                               |
| 269776           | 1999 TT113             | 4 d'octubre de 1999    | Socorro              | LINEAR                               |
| 269777           | 1999 TO132             | 6 d'octubre de 1999    | Socorro              | LINEAR                               |
| 269778           | 1999 TE135             | 6 d'octubre de 1999    | Socorro              | LINEAR                               |
| 269779           | 1999 TK140             | 6 d'octubre de 1999    | Socorro              | LINEAR                               |
| 269780           | 1999 TF145             | 7 d'octubre de 1999    | Socorro              | LINEAR                               |
| 269781           | 1999 TN145             | 7 d'octubre de 1999    | Socorro              | LINEAR                               |
| 269782           | 1999 TV153             | 7 d'octubre de 1999    | Socorro              | LINEAR                               |
| 269783           | 1999 TT182             | 11 d'octubre de 1999   | Socorro              | LINEAR                               |
| 269784           | 1999 TZ210             | 15 d'octubre de 1999   | Socorro              | LINEAR                               |
| 269785           | 1999 TZ211             | 15 d'octubre de 1999   | Socorro              | LINEAR                               |
| 269786           | 1999 TV229             | 6 d'octubre de 1999    | Socorro              | LINEAR                               |
| 269787           | 1999 TK237             | 4 d'octubre de 1999    | Kitt Peak            | Spacewatch                           |
| 269788           | 1999 TE258             | 9 d'octubre de 1999    | Socorro              | LINEAR                               |
| 269789           | 1999 TX260             | 12 d'octubre de 1999   | Kitt Peak            | Spacewatch                           |
| 269790           | 1999 TV268             | 3 d'octubre de 1999    | Socorro              | LINEAR                               |
| 269791           | 1999 TF313             | 9 d'octubre de 1999    | Kitt Peak            | Spacewatch                           |
| 269792           | 1999 TW314             | 8 d'octubre de 1999    | Catalina             | CSS                                  |
| 269793           | 1999 TV332             | 13 d'octubre de 1999   | Apache Point         | Sloan Digital Sky Survey             |
| 269794           | 1999 UE12              | 31 d'octubre de 1999   | Kitt Peak            | Spacewatch                           |
| 269795           | 1999 UL21              | 31 d'octubre de 1999   | Kitt Peak            | Spacewatch                           |
| 269796           | 1999 UN32              | 31 d'octubre de 1999   | Kitt Peak            | Spacewatch                           |
| 269797           | 1999 UR37              | 16 d'octubre de 1999   | Kitt Peak            | Spacewatch                           |
| 269798           | 1999 UR47              | 30 d'octubre de 1999   | Catalina             | CSS                                  |
| 269799           | 1999 VZ12              | 1 de novembre de 1999  | Socorro              | LINEAR                               |
| 269800           | 1999 VY16              | 2 de novembre de 1999  | Kitt Peak            | Spacewatch                           |

## 269801-269900
| Nom    | Designació provisional | Data de descobriment   | Lloc de descobriment | Descobridor/s   |
| ------ | ---------------------- | ---------------------- | -------------------- | --------------- |
| 269801 | 1999 VC42              | 4 de novembre de 1999  | Kitt Peak            | Spacewatch      |
| 269802 | 1999 VV58              | 4 de novembre de 1999  | Socorro              | LINEAR          |
| 269803 | 1999 VJ82              | 5 de novembre de 1999  | Socorro              | LINEAR          |
| 269804 | 1999 VJ84              | 6 de novembre de 1999  | Kitt Peak            | Spacewatch      |
| 269805 | 1999 VK88              | 4 de novembre de 1999  | Socorro              | LINEAR          |
| 269806 | 1999 VM95              | 9 de novembre de 1999  | Socorro              | LINEAR          |
| 269807 | 1999 VN96              | 9 de novembre de 1999  | Socorro              | LINEAR          |
| 269808 | 1999 VZ102             | 9 de novembre de 1999  | Socorro              | LINEAR          |
| 269809 | 1999 VK104             | 9 de novembre de 1999  | Socorro              | LINEAR          |
| 269810 | 1999 VZ108             | 9 de novembre de 1999  | Socorro              | LINEAR          |
| 269811 | 1999 VN115             | 4 de novembre de 1999  | Kitt Peak            | Spacewatch      |
| 269812 | 1999 VW132             | 10 de novembre de 1999 | Kitt Peak            | Spacewatch      |
| 269813 | 1999 VF133             | 10 de novembre de 1999 | Kitt Peak            | Spacewatch      |
| 269814 | 1999 VV143             | 11 de novembre de 1999 | Catalina             | CSS             |
| 269815 | 1999 VL150             | 14 de novembre de 1999 | Socorro              | LINEAR          |
| 269816 | 1999 VS180             | 7 de novembre de 1999  | Socorro              | LINEAR          |
| 269817 | 1999 VZ193             | 3 de novembre de 1999  | Socorro              | LINEAR          |
| 269818 | 1999 VX211             | 12 de novembre de 1999 | Socorro              | LINEAR          |
| 269819 | 1999 VN213             | 13 de novembre de 1999 | Anderson Mesa        | LONEOS          |
| 269820 | 1999 WQ18              | 30 de novembre de 1999 | Kitt Peak            | Spacewatch      |
| 269821 | 1999 XA6               | 4 de desembre de 1999  | Catalina             | CSS             |
| 269822 | 1999 XO251             | 9 de desembre de 1999  | Kitt Peak            | Spacewatch      |
| 269823 | 1999 XW254             | 12 de desembre de 1999 | Kitt Peak            | Spacewatch      |
| 269824 | 2000 AY43              | 2 de gener de 2000     | Kitt Peak            | Spacewatch      |
| 269825 | 2000 AZ44              | 5 de gener de 2000     | Kitt Peak            | Spacewatch      |
| 269826 | 2000 AN94              | 4 de gener de 2000     | Socorro              | LINEAR          |
| 269827 | 2000 AU158             | 3 de gener de 2000     | Socorro              | LINEAR          |
| 269828 | 2000 AR207             | 3 de gener de 2000     | Kitt Peak            | Spacewatch      |
| 269829 | 2000 AM209             | 5 de gener de 2000     | Kitt Peak            | Spacewatch      |
| 269830 | 2000 AA249             | 2 de gener de 2000     | Kitt Peak            | Spacewatch      |
| 269831 | 2000 AQ253             | 7 de gener de 2000     | Kitt Peak            | Spacewatch      |
| 269832 | 2000 BK6               | 29 de gener de 2000    | Socorro              | LINEAR          |
| 269833 | 2000 BN12              | 28 de gener de 2000    | Kitt Peak            | Spacewatch      |
| 269834 | 2000 BG13              | 29 de gener de 2000    | Kitt Peak            | Spacewatch      |
| 269835 | 2000 BG22              | 30 de gener de 2000    | Kitt Peak            | Spacewatch      |
| 269836 | 2000 BG29              | 30 de gener de 2000    | Socorro              | LINEAR          |
| 269837 | 2000 BP37              | 26 de gener de 2000    | Kitt Peak            | Spacewatch      |
| 269838 | 2000 CY20              | 2 de febrer de 2000    | Socorro              | LINEAR          |
| 269839 | 2000 CR23              | 2 de febrer de 2000    | Socorro              | LINEAR          |
| 269840 | 2000 CA43              | 2 de febrer de 2000    | Socorro              | LINEAR          |
| 269841 | 2000 CS54              | 2 de febrer de 2000    | Socorro              | LINEAR          |
| 269842 | 2000 CU69              | 1 de febrer de 2000    | Kitt Peak            | Spacewatch      |
| 269843 | 2000 CD118             | 3 de febrer de 2000    | Socorro              | LINEAR          |
| 269844 | 2000 CH130             | 3 de febrer de 2000    | Kitt Peak            | Spacewatch      |
| 269845 | 2000 CL141             | 6 de febrer de 2000    | Kitt Peak            | Spacewatch      |
| 269846 | 2000 DQ9               | 26 de febrer de 2000   | Kitt Peak            | Spacewatch      |
| 269847 | 2000 DU21              | 29 de febrer de 2000   | Socorro              | LINEAR          |
| 269848 | 2000 DE34              | 29 de febrer de 2000   | Socorro              | LINEAR          |
| 269849 | 2000 DY38              | 29 de febrer de 2000   | Socorro              | LINEAR          |
| 269850 | 2000 DM53              | 29 de febrer de 2000   | Socorro              | LINEAR          |
| 269851 | 2000 DV58              | 29 de febrer de 2000   | Socorro              | LINEAR          |
| 269852 | 2000 DK61              | 29 de febrer de 2000   | Socorro              | LINEAR          |
| 269853 | 2000 DB67              | 29 de febrer de 2000   | Socorro              | LINEAR          |
| 269854 | 2000 DF97              | 29 de febrer de 2000   | Socorro              | LINEAR          |
| 269855 | 2000 DK108             | 29 de febrer de 2000   | Socorro              | LINEAR          |
| 269856 | 2000 DT108             | 29 de febrer de 2000   | Socorro              | LINEAR          |
| 269857 | 2000 DD115             | 27 de febrer de 2000   | Kitt Peak            | Spacewatch      |
| 269858 | 2000 EB4               | 4 de març de 2000      | Tebbutt              | F. B. Zoltowski |
| 269859 | 2000 EQ4               | 2 de març de 2000      | Kitt Peak            | Spacewatch      |
| 269860 | 2000 EM5               | 2 de març de 2000      | Kitt Peak            | Spacewatch      |
| 269861 | 2000 EJ6               | 2 de març de 2000      | Kitt Peak            | Spacewatch      |
| 269862 | 2000 EN15              | 4 de març de 2000      | Socorro              | LINEAR          |
| 269863 | 2000 ER22              | 3 de març de 2000      | Kitt Peak            | Spacewatch      |
| 269864 | 2000 EY22              | 3 de març de 2000      | Kitt Peak            | Spacewatch      |
| 269865 | 2000 ER52              | 3 de març de 2000      | Kitt Peak            | Spacewatch      |
| 269866 | 2000 EY59              | 10 de març de 2000     | Socorro              | LINEAR          |
| 269867 | 2000 ES65              | 10 de març de 2000     | Socorro              | LINEAR          |
| 269868 | 2000 EM90              | 9 de març de 2000      | Socorro              | LINEAR          |
| 269869 | 2000 ER135             | 11 de març de 2000     | Anderson Mesa        | LONEOS          |
| 269870 | 2000 EN171             | 5 de març de 2000      | Socorro              | LINEAR          |
| 269871 | 2000 EC189             | 11 de febrer de 2000   | Kitt Peak            | Spacewatch      |
| 269872 | 2000 EB196             | 3 de març de 2000      | Socorro              | LINEAR          |
| 269873 | 2000 EJ196             | 3 de març de 2000      | Socorro              | LINEAR          |
| 269874 | 2000 EJ207             | 8 de març de 2000      | Socorro              | LINEAR          |
| 269875 | 2000 FK2               | 25 de març de 2000     | Kitt Peak            | Spacewatch      |
| 269876 | 2000 FW57              | 26 de març de 2000     | Anderson Mesa        | LONEOS          |
| 269877 | 2000 FV73              | 26 de març de 2000     | Anderson Mesa        | LONEOS          |
| 269878 | 2000 GK4               | 4 d'abril de 2000      | Socorro              | LINEAR          |
| 269879 | 2000 GP11              | 5 d'abril de 2000      | Socorro              | LINEAR          |
| 269880 | 2000 GK13              | 5 d'abril de 2000      | Socorro              | LINEAR          |
| 269881 | 2000 GF15              | 8 d'abril de 2000      | Socorro              | LINEAR          |
| 269882 | 2000 GM21              | 5 d'abril de 2000      | Socorro              | LINEAR          |
| 269883 | 2000 GP26              | 5 d'abril de 2000      | Socorro              | LINEAR          |
| 269884 | 2000 GH27              | 5 d'abril de 2000      | Socorro              | LINEAR          |
| 269885 | 2000 GG34              | 5 d'abril de 2000      | Socorro              | LINEAR          |
| 269886 | 2000 GT35              | 5 d'abril de 2000      | Socorro              | LINEAR          |
| 269887 | 2000 GV36              | 5 d'abril de 2000      | Socorro              | LINEAR          |
| 269888 | 2000 GX38              | 5 d'abril de 2000      | Socorro              | LINEAR          |
| 269889 | 2000 GU43              | 5 d'abril de 2000      | Socorro              | LINEAR          |
| 269890 | 2000 GA48              | 5 d'abril de 2000      | Socorro              | LINEAR          |
| 269891 | 2000 GJ52              | 5 d'abril de 2000      | Socorro              | LINEAR          |
| 269892 | 2000 GZ69              | 5 d'abril de 2000      | Socorro              | LINEAR          |
| 269893 | 2000 GO77              | 5 d'abril de 2000      | Socorro              | LINEAR          |
| 269894 | 2000 GQ77              | 5 d'abril de 2000      | Socorro              | LINEAR          |
| 269895 | 2000 GX115             | 8 d'abril de 2000      | Socorro              | LINEAR          |
| 269896 | 2000 GA119             | 3 d'abril de 2000      | Kitt Peak            | Spacewatch      |
| 269897 | 2000 GH119             | 3 d'abril de 2000      | Kitt Peak            | Spacewatch      |
| 269898 | 2000 GD129             | 5 d'abril de 2000      | Kitt Peak            | Spacewatch      |
| 269899 | 2000 GM129             | 5 d'abril de 2000      | Kitt Peak            | Spacewatch      |
| 269900 | 2000 GB131             | 7 d'abril de 2000      | Kitt Peak            | Spacewatch      |

## 269901-270000
| Nom    | Designació provisional | Data de descobriment   | Lloc de descobriment | Descobridor/s          |
| ------ | ---------------------- | ---------------------- | -------------------- | ---------------------- |
| 269901 | 2000 HP                | 24 d'abril de 2000     | Kitt Peak            | Spacewatch             |
| 269902 | 2000 HU3               | 26 d'abril de 2000     | Kitt Peak            | Spacewatch             |
| 269903 | 2000 HQ15              | 29 d'abril de 2000     | Socorro              | LINEAR                 |
| 269904 | 2000 HW17              | 24 d'abril de 2000     | Kitt Peak            | Spacewatch             |
| 269905 | 2000 HA18              | 24 d'abril de 2000     | Kitt Peak            | Spacewatch             |
| 269906 | 2000 HV18              | 25 d'abril de 2000     | Kitt Peak            | Spacewatch             |
| 269907 | 2000 HC19              | 25 d'abril de 2000     | Kitt Peak            | Spacewatch             |
| 269908 | 2000 HW37              | 27 d'abril de 2000     | Socorro              | LINEAR                 |
| 269909 | 2000 HX43              | 30 d'abril de 2000     | Kitt Peak            | Spacewatch             |
| 269910 | 2000 HY43              | 30 d'abril de 2000     | Kitt Peak            | Spacewatch             |
| 269911 | 2000 HF49              | 29 d'abril de 2000     | Socorro              | LINEAR                 |
| 269912 | 2000 HR77              | 28 d'abril de 2000     | Socorro              | LINEAR                 |
| 269913 | 2000 HS79              | 28 d'abril de 2000     | Anderson Mesa        | LONEOS                 |
| 269914 | 2000 JV8               | 7 de maig de 2000      | Prescott             | P. G. Comba            |
| 269915 | 2000 JA42              | 7 de maig de 2000      | Socorro              | LINEAR                 |
| 269916 | 2000 JM42              | 7 de maig de 2000      | Socorro              | LINEAR                 |
| 269917 | 2000 JN48              | 9 de maig de 2000      | Socorro              | LINEAR                 |
| 269918 | 2000 JN64              | 4 de maig de 2000      | Anderson Mesa        | LONEOS                 |
| 269919 | 2000 JZ84              | 5 de maig de 2000      | Kitt Peak            | Spacewatch             |
| 269920 | 2000 KB9               | 28 de maig de 2000     | Socorro              | LINEAR                 |
| 269921 | 2000 KJ37              | 24 de maig de 2000     | Kitt Peak            | Spacewatch             |
| 269922 | 2000 KA49              | 28 de maig de 2000     | Kitt Peak            | Spacewatch             |
| 269923 | 2000 KE74              | 27 de maig de 2000     | Socorro              | LINEAR                 |
| 269924 | 2000 LC6               | 5 de juny de 2000      | Kitt Peak            | Spacewatch             |
| 269925 | 2000 NS12              | 5 de juliol de 2000    | Anderson Mesa        | LONEOS                 |
| 269926 | 2000 NR28              | 2 de juliol de 2000    | Kitt Peak            | Spacewatch             |
| 269927 | 2000 OM22              | 31 de juliol de 2000   | Socorro              | LINEAR                 |
| 269928 | 2000 OO59              | 29 de juliol de 2000   | Anderson Mesa        | LONEOS                 |
| 269929 | 2000 QV19              | 24 d'agost de 2000     | Socorro              | LINEAR                 |
| 269930 | 2000 QG156             | 31 d'agost de 2000     | Socorro              | LINEAR                 |
| 269931 | 2000 QV168             | 31 d'agost de 2000     | Socorro              | LINEAR                 |
| 269932 | 2000 QU205             | 31 d'agost de 2000     | Socorro              | LINEAR                 |
| 269933 | 2000 QG214             | 31 d'agost de 2000     | Socorro              | LINEAR                 |
| 269934 | 2000 QP227             | 31 d'agost de 2000     | Socorro              | LINEAR                 |
| 269935 | 2000 QY247             | 28 d'agost de 2000     | Cerro Tololo         | M. W. Buie             |
| 269936 | 2000 RK27              | 1 de setembre de 2000  | Socorro              | LINEAR                 |
| 269937 | 2000 RY39              | 3 de setembre de 2000  | Socorro              | LINEAR                 |
| 269938 | 2000 RU80              | 1 de setembre de 2000  | Socorro              | LINEAR                 |
| 269939 | 2000 RV80              | 1 de setembre de 2000  | Socorro              | LINEAR                 |
| 269940 | 2000 RO81              | 1 de setembre de 2000  | Socorro              | LINEAR                 |
| 269941 | 2000 RQ98              | 5 de setembre de 2000  | Anderson Mesa        | LONEOS                 |
| 269942 | 2000 RK103             | 5 de setembre de 2000  | Anderson Mesa        | LONEOS                 |
| 269943 | 2000 SV10              | 24 de setembre de 2000 | Prescott             | P. G. Comba            |
| 269944 | 2000 SR14              | 23 de setembre de 2000 | Socorro              | LINEAR                 |
| 269945 | 2000 ST15              | 23 de setembre de 2000 | Socorro              | LINEAR                 |
| 269946 | 2000 SO31              | 24 de setembre de 2000 | Socorro              | LINEAR                 |
| 269947 | 2000 SB36              | 24 de setembre de 2000 | Socorro              | LINEAR                 |
| 269948 | 2000 SN58              | 24 de setembre de 2000 | Socorro              | LINEAR                 |
| 269949 | 2000 ST61              | 24 de setembre de 2000 | Socorro              | LINEAR                 |
| 269950 | 2000 SX98              | 23 de setembre de 2000 | Socorro              | LINEAR                 |
| 269951 | 2000 SZ103             | 24 de setembre de 2000 | Socorro              | LINEAR                 |
| 269952 | 2000 SS110             | 24 de setembre de 2000 | Socorro              | LINEAR                 |
| 269953 | 2000 SH163             | 30 de setembre de 2000 | Ondrejov             | P. Kusnirak, P. Pravec |
| 269954 | 2000 SB192             | 24 de setembre de 2000 | Socorro              | LINEAR                 |
| 269955 | 2000 SR218             | 26 de setembre de 2000 | Socorro              | LINEAR                 |
| 269956 | 2000 SV231             | 24 de setembre de 2000 | Socorro              | LINEAR                 |
| 269957 | 2000 SJ232             | 27 de setembre de 2000 | Socorro              | LINEAR                 |
| 269958 | 2000 SR232             | 30 de setembre de 2000 | Socorro              | LINEAR                 |
| 269959 | 2000 SH241             | 23 de setembre de 2000 | Socorro              | LINEAR                 |
| 269960 | 2000 SK243             | 24 de setembre de 2000 | Socorro              | LINEAR                 |
| 269961 | 2000 SF251             | 24 de setembre de 2000 | Socorro              | LINEAR                 |
| 269962 | 2000 SP257             | 24 de setembre de 2000 | Socorro              | LINEAR                 |
| 269963 | 2000 SE259             | 24 de setembre de 2000 | Socorro              | LINEAR                 |
| 269964 | 2000 SC291             | 27 de setembre de 2000 | Socorro              | LINEAR                 |
| 269965 | 2000 SM292             | 27 de setembre de 2000 | Socorro              | LINEAR                 |
| 269966 | 2000 SL297             | 28 de setembre de 2000 | Socorro              | LINEAR                 |
| 269967 | 2000 SB309             | 30 de setembre de 2000 | Socorro              | LINEAR                 |
| 269968 | 2000 SC335             | 26 de setembre de 2000 | Haleakala            | NEAT                   |
| 269969 | 2000 SG345             | 24 de setembre de 2000 | Socorro              | LINEAR                 |
| 269970 | 2000 SH359             | 26 de setembre de 2000 | Anderson Mesa        | LONEOS                 |
| 269971 | 2000 TQ3               | 1 d'octubre de 2000    | Socorro              | LINEAR                 |
| 269972 | 2000 TV5               | 1 d'octubre de 2000    | Socorro              | LINEAR                 |
| 269973 | 2000 TB6               | 1 d'octubre de 2000    | Socorro              | LINEAR                 |
| 269974 | 2000 TU7               | 1 d'octubre de 2000    | Socorro              | LINEAR                 |
| 269975 | 2000 TO8               | 1 d'octubre de 2000    | Socorro              | LINEAR                 |
| 269976 | 2000 TV14              | 1 d'octubre de 2000    | Socorro              | LINEAR                 |
| 269977 | 2000 TK22              | 3 d'octubre de 2000    | Socorro              | LINEAR                 |
| 269978 | 2000 TK23              | 1 d'octubre de 2000    | Socorro              | LINEAR                 |
| 269979 | 2000 TH43              | 1 d'octubre de 2000    | Socorro              | LINEAR                 |
| 269980 | 2000 TK52              | 1 d'octubre de 2000    | Socorro              | LINEAR                 |
| 269981 | 2000 TD60              | 2 d'octubre de 2000    | Anderson Mesa        | LONEOS                 |
| 269982 | 2000 TU67              | 3 d'octubre de 2000    | Socorro              | LINEAR                 |
| 269983 | 2000 UH29              | 24 d'octubre de 2000   | Socorro              | LINEAR                 |
| 269984 | 2000 UV33              | 24 d'octubre de 2000   | Socorro              | LINEAR                 |
| 269985 | 2000 UK44              | 24 d'octubre de 2000   | Socorro              | LINEAR                 |
| 269986 | 2000 UD59              | 25 d'octubre de 2000   | Socorro              | LINEAR                 |
| 269987 | 2000 UK59              | 25 d'octubre de 2000   | Socorro              | LINEAR                 |
| 269988 | 2000 UF87              | 31 d'octubre de 2000   | Socorro              | LINEAR                 |
| 269989 | 2000 UX97              | 25 d'octubre de 2000   | Socorro              | LINEAR                 |
| 269990 | 2000 VF3               | 2 de novembre de 2000  | Oaxaca               | J. M. Roe              |
| 269991 | 2000 VB29              | 1 de novembre de 2000  | Socorro              | LINEAR                 |
| 269992 | 2000 VY51              | 3 de novembre de 2000  | Socorro              | LINEAR                 |
| 269993 | 2000 WJ67              | 27 de novembre de 2000 | Socorro              | LINEAR                 |
| 269994 | 2000 WV68              | 19 de novembre de 2000 | Socorro              | LINEAR                 |
| 269995 | 2000 WV79              | 20 de novembre de 2000 | Socorro              | LINEAR                 |
| 269996 | 2000 WH129             | 19 de novembre de 2000 | Kitt Peak            | Spacewatch             |
| 269997 | 2000 XH39              | 4 de desembre de 2000  | Socorro              | LINEAR                 |
| 269998 | 2000 XO41              | 5 de desembre de 2000  | Socorro              | LINEAR                 |
| 269999 | 2000 YG6               | 20 de desembre de 2000 | Socorro              | LINEAR                 |
| 270000 | 2000 YQ19              | 28 de desembre de 2000 | Fair Oaks Ranch      | J. V. McClusky         |